# 大竹しのぶ
大竹 しのぶ（おおたけ しのぶ、1957年〈昭和32年〉7月17日 - ）は、日本の女優、タレント、歌手。
東京都品川区出身。東京都立小岩高等学校卒業、桐朋学園大学短期大学部演劇専攻科中退。IMALUは明石家さんまとの娘。

## 来歴
- 東京都に一男四女の三女として生まれる[3]。1957年（昭和32年）7月17日生まれ[4]の父は旧制仙台高等工業学校（現東北大学工学部）の出身で[5][4]、東京電力に勤務していたが[5]、しのぶが小学校1年のとき、父が結核となり家族で空気のよい埼玉県入間郡毛呂山町に引っ越し、父は高校の数学教師となる[6][5]。しのぶが中学2年のとき、東京に戻り江戸川区立葛西第二中学校に編入[6][5]。以降は江戸川区で育つ[6][5]。
- 1973年、フォーリーブスの北公次主演のテレビドラマ『ボクは女学生』にて、北公次の相手役が一般公募された。これに応募した大竹は合格し、芸能界デビューした[1][3][7]。
- 1982年にTBSのドラマディレクターの服部晴治と結婚し1985年に長男（二千翔（にちか））を生む。1987年に服部はガンにより死去[8]。
- 1987年に『ひらけ!ポンキッキ』の挿入歌として歌った『かまっておんど』は、主婦やサラリーマン層にも受けて幼児向けの歌にとどまらないヒットとなった[9]。
- 1988年に明石家さんまと再婚、1989年に長女IMALUを生んだが、1992年に長男とIMALUの親権を大竹が持つかたちで離婚[1]。
- 2016年11月24日、第67回NHK紅白歌合戦に初出場することが発表された[10]
- 中学時代は、体操部、高校時代は、バレーボール部に所属していた[11]。
- 2018年9月7日に自身のホームページで同年9月1日に実母が逝去していたことを公表した[12]。
- 2021年8月8日、2020年東京オリンピックの閉会式でオリンピックスタジアムのステージ上で杉並児童合唱団と共に登壇し、宮沢賢治の「星めぐりの歌」を歌唱する。

## 人物
- 撮影時、いざとなれば瞬時に涙を流すことができたと言われており、いわゆる憑依型女優であった。別冊宝島の企画『日本の女優 100人』では女の深い闇を演じさせれば天下一品とも評されている[1]。一方、本人は演技派女優と言われることが嫌だという[13]。
- 1973年の芸能界デビュー以来、仕事が途絶えた時期がない[1]。
- 軽井沢の別荘民である[14]。
- 従曽祖伯父（曽祖父のいとこ）に、政治家の大竹貫一がいる[15]。母方の祖父に自由宗教家でクリスチャンである吉川一水が、甥にJリーグ・藤枝MYFC所属（元FC町田ゼルビア）の大竹隆人[16]がいる。
- 明石家さんまとは離婚後も家族で集まってパーティーや食事を共にするなど、仲の良い関係が長年続いている[17]。
- 『男女7人秋物語』で共演した岩崎宏美とは親友の間柄[18]。岩崎とはドラマでの共演前の歌手デビューの時から同じビクター所属であったことから交流があり、岩崎からフレンドリーに声をかけてきたのが交流の始まりだと明かしている[19]。
- 明石家さんまによれば結婚当時、マスクにゴーグルと作業着を着用して庭に殺虫剤を撒いていた大竹が突如「これ、人にかけたら死ぬかな～」といい殺虫剤をさんまに向けて噴射したという[20]。
- ちょくちょく自分の車と間違って知らない人の車に乗り込んでしまう癖がある。松岡茉優と一緒の作品に出演した際には、松岡の車に乗り込んだこともある[21]。
- 話を盛る癖があるとIMALUに指摘されている[22]。

## 出演

### テレビドラマ
- ボクは女学生（1973年10月5日 - 1974年3月29日、フジテレビ）
- ボクは恋人（1974年4月5日 - 1974年9月27日、フジテレビ）
- 連続テレビ小説（NHK総合）
  - 水色の時（1975年4月7日 - 1975年10月4日） - 松宮知子 役
  - オードリー（2000年10月2日 - 2001年3月31日） - 吉岡（麻生）滝乃 役
- たぬき先生奮戦記（1975年10月6日 - 1976年3月29日、フジテレビ）
- たぬき先生騒動記（1976年4月5日 - 1976年9月27日、フジテレビ） - 渡貫あかね 役
- ほんとうに（1976年10月7日 - 1977年5月5日、TBS） - 三浦桃子 役
- ある日鳥のように（1976年10月25日 - 1976年11月26日、NHK総合） - 末子 役
- 大河ドラマ（NHK総合）
  - 花神（1977年1月2日 - 1977年12月25日） - お里 役
  - 獅子の時代（1980年1月6日 - 1980年12月21日） - 平沼（苅谷）千代　役
  - 徳川家康（1983年1月9日 - 1983年12月18日） - 伝通院 役
  - 元禄繚乱（1999年1月10日 - 1999年12月12日） - りく 役
  - 江〜姫たちの戦国〜（2011年1月9日 - 2011年11月27日） - 高台院 役
  - いだてん〜東京オリムピック噺〜（2019年1月6日 - 2019年12月15日） - 池部幾江 役
  - 鎌倉殿の13人（2022年1月9日 -2022年12月18日） 歩き巫女 役[23]
  - どうする家康 第47回（2023年12月10日） - 大蔵卿局 役
- 毛糸の指輪[24]（1977年1月3日、NHK総合） - 丸根清子　役
- 冬の桃（1977年4月7日 - 1977年5月26日、NHK総合）
- 同級生（1977年6月19日、TBS）
- 海は甦える（1977年8月29日、TBS）
- びっくり箱（1977年10月9日、TBS） - 厚子 役
- 家族 （1977年11月10日 - 1978年11月2日、TBS）
- 太陽にほえろ! 第276回『初恋』（1977年11月11日、日本テレビ）
- 姉妹(1)（1977年12月4日、TBS）
- 望郷（1977年12月17日、フジテレビ）
- 新・座頭市（2）（1978年1月9日 - 1978年5月22日、フジテレビ）
- 悲しみは愛の笛（1978年3月18日、テレビ朝日）
- きみちゃん（1978年3月19日、TBS）
- 事件（1978年4月9日 - 1978年4月30日、NHK総合） - 坂井ヨシ子 役
- 希望の大地（1978年6月21日、日本テレビ）
- オレの愛妻物語（1978年7月29日 - 1978年9月30日、日本テレビ） - 倉田ユリ子 役
- 若きいのちの日記（1978年7月30日 - 1978年8月6日、TBS） - みち子 役
- 極楽家族（1978年10月22日、NHK総合）
- 道（1978年11月9日 - 1979年8月2日、TBS） - 伊和田朋子 役
- 姉妹(2)（1979年2月18日、TBS）
- 遠い絵本（1979年8月12日 - 1979年8月19日、HBC）
- 女の部屋（1979年12月23日、TBS）
- 歴史の涙（1980年2月25日、TBS） - 船山淳子 役
- 大竹しのぶのああ!この愛なくば・頑張っせよ邦ちゃん（1980年8月28日、日本テレビ） - 中西邦子 役
- 機の音（1980年8月30日、日本テレビ）
- 霊感少女（1980年9月25日、よみうりテレビ）
- 恋人たち（1980年10月9日 - 1980年12月25日、TBS） - 土方信子 役
- 和宮様御留（1981年1月3日、フジテレビ） - フキ 役
- かげろうの死（1981年7月2日、よみうりテレビ）
- 母たることは地獄のごとく 炎の女・澤田美喜（1981年7月8日、日本テレビ） - 木浦泰子 役
- 遙かなり、マイ・ラブ（1981年8月24日、TBS）
- 土曜ドラマ（NHK総合）
  - タクシー・サンバ（1981年10月17日 - 1981年10月31日）
  - 八月の叫び（1995年4月9日） - 洋子 役
- 山を走る女（1981年11月19日、日本テレビ） - 小高多喜子 役
- 出航（1981年11月22日、TBS）
- いもうと（1982年2月11日、よみうりテレビ）
- 父殺しの報酬（1982年4月24日、TBS）
- ガラスの知恵の輪（1982年5月26日 - 1982年6月30日、毎日放送）
- 噂になった女たち（1982年10月30日、NHK総合）
- 霧の旗（1983年1月4日、日本テレビ） - 柳田桐子 役
- スクープを追う女（1983年4月2日、TBS）
- 銀河テレビ小説（NHK総合）
  - つかこうへいのかけおち'83（1983年7月25日 - 1983年7月29日） - セツ子 役
- 母と娘の刻印（1983年8月25日、よみうりテレビ）
- 恋人よ、われに帰れ（1983年9月23日、フジテレビ） - 金井ケイ子 役
- ジュリーと鉄矢の源氏物語'84（1984年1月1日、毎日放送）
- 鹿鳴館物語（1984年1月3日、日本テレビ）
- 空き缶ユートピア（1984年4月7日 - 1984年5月12日、NHK総合）
- 山の音（1984年4月8日、TBS）
- 月の川（1984年6月8日、TBS）
- 嫁ぐ日'84（1984年8月25日、NHK総合） - レイ子 役
- 雨ふりお月さん 私に日本語下さい（1984年10月27日、NHK総合） - 大島喜恵子 役
- 家政婦・織枝の体験(1)（1985年11月27日、TBS）
- 家政婦・織枝の体験(2)（1985年12月4日、TBS）
- 家政婦・織枝の体験(3)（1985年12月11日、TBS）
- どたんばたん（1986年6月8日、TBS）
- 家政婦・織枝の体験(4)（1986年7月16日、TBS）
- 男女7人夏物語（1986年7月25日 - 1986年9月26日、TBS） - 神崎桃子 役   男女7人夏物語　評判編（1987年4月3日、TBS）
- 心はロンリー気持ちは「…」IV（1986年9月25日、フジテレビ）
- 家政婦・織枝の体験(5)（1987年2月11日、TBS）
- くらやみ祭に人が死ぬ（1987年2月19日、よみうりテレビ）
- ばら色の人生（1987年4月8日 - 1987年7月8日、NHK総合）
- 手枕さげて（1987年6月4日、よみうりテレビ）
- モナリザたちの冒険（1987年7月17日 - 1987年9月18日、TBS） - 桂ほなみ 役
- 男女7人秋物語（1987年10月9日 - 1987年12月18日、TBS） - 神崎桃子 役   男女7人秋物語 評判編（1988年4月1日、TBS）
- 夢を見たくて（1988年4月9日、テレビ朝日）
- 心はロンリー気持ちは「…」VII（1988年5月13日、フジテレビ）
- 明日-1945年8月8日・長崎（1988年8月9日、日本テレビ） - ツル子・菊代 役（一人二役）
- 大竹しのぶのブッとばすぞ物語（1990年4月12日、TBS）
- 愛の世界（1990年4月19日、よみうりテレビ）
- 雨の脅迫者（1990年11月16日、フジテレビ）
- イカれた主婦の反乱（1991年4月26日、フジテレビ）
- 別れてのちの恋歌（1991年5月1日、フジテレビ）
- 母性が裁かれる時（1991年7月11日、よみうりテレビ）
- 張込み（1991年9月27日、フジテレビ） - さだ子 役
- 世にも奇妙な物語（フジテレビ）
  - '91秋の特別編「ニュースおじさん」（1991年10月3日） - 本間むつみ 役
  - 〜2009春の特別編〜「ボランティア降臨」（2009年3月30日） - クボタミチコ 役
  - '20秋の特別編「タテモトマサコ」（2020年11月14日） - 館本雅子 役[25]
- 東京ららばい（1991年11月14日、よみうりテレビ）
- 家族の食卓 『トランプの家』（1992年1月3日、フジテレビ）
- オレゴンから愛 '92（1992年8月28日、フジテレビ）
- ひとの不幸は蜜の味（1994年1月11日 - 1994年3月22日、TBS） - くればやし繭子（中田正子） 役
- 真昼の月 続・病院で死ぬということ（1994年6月27日、TBS）
- きっとしあわせ(1)消えたわが子（1994年7月31日、関西テレビ）
- 北の国から'95 秘密（1995年6月9日、フジテレビ） - 黒木夫人 役
- 悪女の階段（1996年1月23日、日本テレビ）
- 白い闇（1996年2月8日、テレビ東京） - 信子 役
- 存在の深き眠り〜誰かが私の中にいる〜（1996年4月3日 - 1996年5月8日、NHK総合） - 漆原市子 役
- 火曜サスペンス劇場「となりの女」（1996年9月3日、日本テレビ） - 浅野和子 役[26]
- 東京に殺された女（1996年10月7日、TBS）
- Dear ウーマン（1996年10月13日 - 1996年12月22日、TBS） - 津野響子 役
- Dearウーマンスペシャル（1997年4月6日、TBS） - 津野響子役
- 女マネージャー走る!（1996年11月23日、テレビ朝日）
- 「放浪記」男なんて何さ！人生は七転び八起き（1997年1月1日、テレビ東京）
- 棘 おんなの遺言状（1997年4月2日 - 1997年5月7日、NHK総合）
- 心はロンリー気持ちは「…」X（1997年8月29日、フジテレビ）
- 恋のためらい（1997年10月10日 - 1997年12月19日、TBS） - 野村千里 役
- 愛と感動の実話 さよなら盲導犬 ベルナ（1998年3月6日、フジテレビ）
- おじさん改造講座（1998年4月1日 - 1998年4月29日、NHK総合） - 藤倉千秋 役
- 月のかたち（1998年5月5日、日本テレビ） - 筒井（吉村）杏子 役
- 死刑囚 永山則夫と母（1998年8月1日 テレビ朝日）
- 鶴瓶のスジナシ! #33（1998年10月14日CBC）
- 小さな小さなあなたを産んで（1999年2月2日、日本テレビ）
- 刑事たちの夏（1999年4月1日、よみうりテレビ）
- セミダブル（1999年4月14日 - 1999年6月30日、フジテレビ） - 都築真子 役
- 真夜中の虹（1999年11月9日、日本テレビ）
- 編集王（2000年10月10日 - 2000年12月19日、フジテレビ） - 八代亜希 役
- 恋は余計なお世話 なに怒ってんの深津ちゃん、しのぶ全然わかんないスペシャル（2001年1月2日、フジテレビ）
- 伝説のワニ ジェイク（2001年7月1日 - 2001年12月23日、テレビ東京）
- 最後の夏休み（2001年8月18日、日本テレビ） - 美津子 役
- 実録 福田和子（2002年8月2日、フジテレビ） - 福田和子 役[1][27]
- 石橋を叩いて笑う〜ゴッホの耳〜（2002年12月30日、テレビ朝日）
- 朗読紀行『にっぽんの名作』(第2夜)『猟銃』（2003年1月28日、NHK総合）
- 大菩薩峠（2004年5月30日 - 2004年5月31日、NHK総合）
- 見当たり捜査25時（2004年6月28日、TBS）
- 優しい時間（2005年1月13日 - 2005年3月24日、フジテレビ） - 湧井めぐみ 役
- 中居正広の金曜日のスマたちへ 幸せになった女優たち（2005年6月24日、TBS）
- スタートライン〜涙のスプリンター〜（2005年12月17日、フジテレビ） - 今井道代 役
- 少しは恩返しができたかな（2006年3月22日、TBS）
- 冗談じゃない!（2007年4月15日 - 2007年6月24日、TBS） - 広瀬理衣 役
- ありがとう、オカン（2008年10月7日、関西テレビ） - 西田華子 役
- それでも、生きてゆく（2011年7月7日 - 2011年9月15日、フジテレビ） - 野本（深見）響子 役
- 看取りの医者 バイク母さんの往診日誌（2011年12月12日、TBS）
- 帰郷（2011年12月23日、TBS） - 深谷あさみ 役
- 俺たちに明日はある（2014年7月26日、フジテレビ）
- アイアングランマ（2015年1月10日 - 2015年2月14日、NHK BSプレミアム） - 塩谷令子 役
  - アイアングランマ2（2018年6月3日 - 2018年7月8日、NHK BSプレミアム） - 塩谷令子 役
- 黒い看護婦（2015年2月13日、フジテレビ） - 田中直子 役
- ごめん、愛してる（2017年7月9日 - 2017年9月17日、TBS） - 日向麗子 役[28]
- 誰かが、見ている（2020年9月18日、Amazon Prime Video）
- 監察医 朝顔 第2シーズン 第5話、第6話、第8話、第9話、第10話、第11話、第14話（2020年11月2日 - 2021年3月22日、フジテレビ） - 奥寺美幸 役[29]監察医朝顔2022スペシャル（2022年9月26日、フジテレビ） - 奥寺美幸 役
- PICU 小児集中治療室（2022年10月10日 - 2022年12月19日、フジテレビ） - 志子田南 役[30]
  - PICU 小児集中治療室 スペシャル 2024（2024年4月13日、フジテレビ） - 志子田南 役[31]
- 犬神家の一族（2023年4月22日- 2023年4月29日、NHK BSプレミアム・BS4K） - 犬神松子 役[32]
- 心はロンリー気持ちは「…」FAINAL（2024年4月27日、フジテレビ）
- 海のはじまり（2024年7月1日 - 9月23日、フジテレビ） - 南雲朱音 役[33][34]

### 映画
- 青春の門（1975年 監督：浦山桐郎） - 牧織江 役
- 続人間革命（1976年 監督：舛田利雄） - 信子 役
- 天保水滸伝 大原幽学（1976年 監督：山本薩夫） - ノブ 役
- 青春の門 自立篇（1977年 監督：浦山桐郎） - 牧織江 役
- 季節風（1977年 監督：斎藤耕一） - 山本美紀 役
- 男はつらいよ 寅次郎頑張れ!（1977年 監督：山田洋次） - 福村幸子 役
- 事件（1978年 監督：野村芳太郎） - 坂井ヨシ子 役
- 聖職の碑（1978年 監督：森谷司郎） - 水野春子 役
- 鬼畜（1978年 監督：野村芳太郎） - 婦人警官 役
- あゝ野麦峠（1979年 監督：山本薩夫） - 政井みね 役
- 衝動殺人 息子よ（1979年 監督：木下恵介） - 田切杏子 役
- 太陽の子 てだのふあ（1980年 監督：浦山桐郎） - ミツ江（女学生） 役
- にんげんをかえせ　（1982年 監督：橘祐典） - ナレーション
- この子を残して（1983年 監督：木下恵介） - 三岸昌子 役
- 麻雀放浪記（1984年 監督：和田誠） - まゆみ 役
- 危険な女たち（1985年 監督：野村芳太郎） - 棚瀬紀子 役
- 食卓のない家（1985年 監督：小林正樹） - 朝野みよ子 役
- 波光きらめく果て（1986年 監督：藤田敏八） - 谷井浩子 役
- 青春かけおち篇（1987年 監督：松原信吾） - 北城七ツ子 役
- 永遠の1/2（1987年 監督：根岸吉太郎） - 小島良子 役
- いこかもどろか（1988年 監督：生野慈朗） - 向井小夜子 役
- きんぴら（1990年 監督：一倉治雄） - 間舟 役
- 夜逃げ屋本舗（1992年 監督：原隆仁） - 秋川芙美子 役
- 死んでもいい（1992年 監督：石井隆） - 土屋名美 役
- 復活の朝（1992年 監督：吉田剛） - 清原レイ 役
- REX 恐竜物語 1993年 監督：角川春樹） - 伊藤直美 役
- GONIN2（1996年 監督：石井隆） - サユリ 役
- 学校III（1998年 監督：山田洋次） - 小島紗和子 役
- 生きたい（1999年 監督：新藤兼人） - 山本徳子 役
- 鉄道員 （ぽっぽや）（1999年 監督：降旗康男） - 佐藤静枝 役
- 黒い家（1999年 監督：森田芳光） - 菰田幸子 役
- しあわせ家族計画 （2000年 監督：阿部勉） - 売場主任 役
- 天国までの百マイル（2000年 監督：早川喜貴） - 水島マリ 役
- 式日（2000年 監督：庵野秀明） - 母親 役
- 真夜中まで（2001年 監督：和田誠） - ライブハウスの客 役
- GO（2001年 監督：行定勲） - 道子 役
- 阿修羅のごとく（2003年 監督：森田芳光） - 三田村綱子 役
- 伝説のワニ ジェイク（2004年 監督：犬童一心） - ヴァージニア・ラップ 役
- ふくろう（2004年 監督：新藤兼人） - ユミエ 役
- 恋の門（2004年 監督：松尾スズキ） - 証泰子 役
- キトキト!（2007年 監督：吉田康弘） - 斎藤智子 役
- 陸に上った軍艦（2007年 監督：山本保博） - 語り 役
- 遠くの空に消えた（2007年 監督：行定勲） - BAR｢花園｣のママ 役
- クワイエットルームにようこそ（2007年 監督：松尾スズキ） - 西野 役
- たみおのしあわせ（2008年 監督：岩松了） - 宮地雪江 役
- 石内尋常高等小学校 花は散れども（2008年 監督：新藤兼人） - 藤川みどり 役
- 火天の城（2009年 監督：田中光敏） - 岡部田鶴 役
- ダーリンは外国人（2010年 監督：宇恵和昭） - 一江 役
- シュアリー・サムデイ（2010年 監督：小栗旬） - 弁当屋の店長 役
- オカンの嫁入り（2010年 監督：呉美保） - 森井陽子 役
- ヌードの夜/愛は惜しみなく奪う（2010年 監督：石井隆） - 加藤あゆみ 役
- 信さん 炭坑町のセレナーデ（2010年 監督：平山秀幸） - 中岡はつ 役
- 一枚のハガキ（2011年 監督：新藤兼人） - 森川友子 役
- つやのよる ある愛に関わった、女たちの物語（2013年 監督：行定勲） - 山田早千子 役
- 旅立ちの島唄〜十五の春〜（2013年 監督：吉田康弘） - 仲里明美 役
- 女たちの都〜ワッゲンオッゲン〜（2013年 監督：祷映） - 羽山弓枝 役
- 悼む人（2015年 監督：堤幸彦） - 坂築巡子 役
- トイレのピエタ（2015年 監督：松永大司） - 園田智恵 役
- 海街diary（2015年 監督：是枝裕和） - 佐々木都 役
- ギャラクシー街道（2015年 監督：三谷幸喜） - ハナ 役
- 種まきうさぎフクシマに向き合う青春（2015年 監督：森康行） - ナレーション
- 後妻業の女（2016年 監督：鶴橋康夫） - 武内小夜子 役
- 真田十勇士（2016年 監督：堤幸彦） - 淀殿 役
- のみとり侍（2018年 監督：鶴橋康夫） - お鈴 役
- Tokyo 2001/10/21 22:32〜22:41（2018年 監督：奥山大史）
- 影踏み（2019年 監督：篠原哲雄） - 真壁直美 役
- ヘルドッグス（2022年 監督：原田眞人） - 衣笠典子 役[35]
- わたくしどもは。（2024年 監督：富名哲也） - キイ 役[36]
- 黒川の女たち（2025年 監督：松原文枝） - ナレーション

### 舞台・LIVE・イベントなど
- 青春の門（1975年 日生劇場 演出：宇野重吉）
- 若きハイデルベルヒ（1977年 日生劇場 演出：松浦竹夫）
- にんじん（1979年8月2日〜1979年8月26日 日生劇場　演出：福田善之）
- 息子の結婚（1981年 演出：宇野重吉）
- 屋根の上のバイオリン弾き（1982年5月3日〜1982年10月30日 帝国劇場 演出：サミー・ベイス）
- 映画に出たい！（1982年9月4日〜1982年9月23日　PARCO西武劇場 演出：福田陽一郎）
- もとの黙阿弥（1983年 演出：木村光一）
- 櫂（1985年 演出：小野田正）
- 奇跡の人（1986年2月5日〜1986年2月28日 日生劇場　演出：今野勉）
- 奇跡の人（1987年8月2日〜1987年8月25日 日生劇場　演出：今野勉）
- ガラスの仮面（1988年8月3日〜1988年8月27日 新橋演舞場 演出：坂東玉三郎）
- LOVE LETTERS（1990年8月19日　PARCO劇場　演出：青井陽治）
- 人形の家（1991年1月9日〜1991年1月29日 銀座セゾン劇場 演出：今野勉）
- LOVE LETTERS（1991年8月11日　PARCO劇場　演出：青井陽治）
- 真夏の夜の夢（1992年8月2日〜1992年8月25日 日生劇場 演出：野田秀樹）
- Seven Stories（1992年3月17日〜1992年3月21日 草月ホール）
- 奇跡の人（1992年12月〜1993年1月 東京芸術劇場 中ホール 演出：テリー・シュライバー）
- 恋人たちの短い夜（1993年5月30日〜1993年6月13日 Bunkamuraシアターコクーン 演出：鵜山仁）
- 野田版・国性爺合戦（1994年12月5日〜1994年12月27日 日生劇場 演出：野田秀樹）
- 贋作・罪と罰（1995年4月1日〜1995年5月21日 Bunkamuraシアターコクーン 1995年5月25日〜1995年6月11日 近鉄劇場 演出：野田秀樹）
- セツアンの善人（1996年5月4日〜1996年5月26日 銀座セゾン劇場 1996年 近鉄劇場 演出：アレクサンドル・ダリエ）
- 奇跡の人（1997年3月28日〜1997年4月13日　Bunkamuraシアターコクーン　1997年4月18日〜1997年4月20日　愛知厚生年金会館　1997年4月23日〜1997年5月3日　近鉄劇場　1997年5月6日〜1997年5月8日　メルパルクホール福岡　1997年5月13日〜1997年5月14日　アクトシティ浜松　1997年5月17日〜1997年5月18日　アステールプラザ　演出：マイケル・ブルーム）
- エンドレス・ラヴ（1998年6月19日〜1998年6月28日 Bunkamuraシアターコクーン　演出：謝珠栄）
- ルル（1998年 演出：デヴィッド・ルヴォー）
- パンドラの鐘（1999年11月16日〜1999年12月23日 Bunkamuraシアターコクーン　演出：蜷川幸雄）
- 奇跡の人（2000年2月28日〜2000年3月26日　Bunkamuraシアターコクーン 2000年3月28日〜2000年4月2日　愛知県勤労会館　2000年4月4日〜2000年4月16日　近鉄劇場　演出：鈴木裕美）
- マクベス （2001年3月16日〜2001年3月25日 彩の国さいたま芸術劇場大ホール 2001年3月30日〜2001年4月30日 Bunkamura シアターコクーン 演出：蜷川幸雄）
- 大竹しのぶ コンサート BuBu（2001年11月27日〜2001年12月2日 Bunkamuraシアターコクーン　2002年3月20日〜2002年3月21日 近鉄劇場）
- 売り言葉（2002年2月2日〜2002年2月20日 スパイラルホール　演出：野田秀樹）
- 欲望という名の電車（2002年5月4日〜2002年5月30日 Bunkamuraシアターコクーン　2002年6月5日〜2002年6月9日 梅田芸術劇場　シアター・ドラマシティ　演出：蜷川幸雄）
- 太鼓たたいて笛ふいて（2002年7月25日〜2002年8月7日 紀伊國屋サザンシアター 2002年8月10日〜2002年8月11日 水戸芸術館 演出：栗山民也）
- マクベス（2002年10月9日〜2002年10月24日 Bunkamuraシアターコクーン　2002年11月1日〜2002年11月17日 近鉄劇場　2002年12月4日〜2002年12月7日 ブルックリン・アカデミー・オブ・ミュージック（BAM）演出：蜷川幸雄）
- 奇跡の人（2003年3月2日〜2003年4月5日  Bunkamuraシアターコクーン 2003年4月7日〜2003年4月13日 近鉄劇場　演出：鈴木裕美）
- エレクトラ（2003年9月6日〜2003年9月30日　Bunkamuraシアターコクーン　演出：蜷川幸雄）
- POP? 大竹しのぶ 一人舞台（2003年12月18日〜2003年12月24日 スパイラルホール　2003年12月26日〜2003年12月28日 リサイタルホール　演出：鈴木勝秀）
- 太鼓たたいて笛ふいて（2004年4月2日〜2004年4月29日　紀伊國屋サザンシアター　演出：栗山民也）
- ママがわたしに言ったこと（2004年9月4日〜2004年10月3日　青山円形劇場　演出：鈴木勝秀）
- 喪服の似合うエレクトラ（2004年11月16日〜2004年12月5日 新国立劇場　中劇場   2004年12月10日〜2004年12月12日　まつもと市民芸術会館　開館記念特別公演　演出：栗山民也）
- 蛇よ！（2005年3月1日〜2005年3月21日 スパイラルホール　演出：松尾スズキ）
- メディア（2005年5月6日〜2005年5月28日　Bunkamuraシアターコクーン　演出：蜷川幸雄）
- 母・肝っ玉とその子供たち-三十年戦争年代記（2005年11月15日〜2005年11月20日 兵庫県立芸術文化センター　中ホール　2005年11月28日〜2005年12月11日　新国立劇場　中劇場　演出：栗山民也）
- 恋心～思ひは時間を超えて、今も昔も～（2005年6月18日 りゅーとぴあ　新潟市民会館芸術文化会館　2005年6月20日 仙台市民会館　6月22日 三島市民文化会館　2005年6月24日 梅田芸術劇場　シアター・ドラマシティ　2005年6月27日 アステールプラザ・大ホール　2005年6月29日 愛知万博長久手会場（日本国際博覧会政府出展事業日本館イベント）2005年12月23日〜2005年12月27日 スパイラルホール　演出：鈴木勝秀）
- ヴァージニア・ウルフなんかこわくない?（2006年6月5日〜2006年6月30日 Bunkamuraシアターコクーン　演出：ケラリーノ・サンドロヴィッチ）
- スウィーニー・トッド フリート街の悪魔の理髪師（2007年1月5日〜2007年1月29日 日生劇場　2007年2月2日〜2007年2月3日 まつもと市民芸術館 主ホール 2007年2月8日〜2007年2月10日 愛知厚生年金会館　2007年2月15日〜2007年2月18日 イオン化粧品シアターBRAVA! 2007年2月22日〜2007年2月24日　北九州芸術劇場　大ホール　演出：宮本亜門）
- ロマンス（2007年8月3日〜2007年9月30日 世田谷パブリックシアター　演出：栗山民也）
- ビューティ・クイーン・オブ・リナーン（2007年12月7日〜2007年12月30日 PARCO劇場　2008年1月3日〜2008年1月6日　梅田芸術劇場シアター・ドラマシティ　演出：長塚圭史）
- 瞼の母（2008年5月10日〜2008年6月8日 世田谷パブリックシアター　演出：渡辺えり）
- 女教師は二度抱かれた（2008年8月4日〜2008年8月27日 Bunkamuraシアターコクーン　演出：松尾スズキ）
- 太鼓たたいて笛ふいて（2008年11月21日〜2008年12月20日 紀伊國屋サザンシアター　演出：栗山民也）
- 桜姫（2009年6月7日〜2009年6月30日　Bunkamuraシアターコクーン　演出：串田和美）
- 大竹しのぶ　ひとり舞台 あいのうた-Francesca!-（2009年7月10日 IMSホール　2009年7月11日 サンケイホールブリーゼ　2009年7月12日 テレピアホール　2009年7月15日 シベールアリーナ　2009年7月18日〜2009年7月19日 恵比寿ザ・ガーデンホール）
- ザ・ダイバー 日本バージョン （2009年8月20日〜2009年9月20日 東京芸術劇場小ホール1 演出：野田秀樹）
- グレイ・ガーデンズ（2009年11月7日〜2009年12月6日　シアタークリエ　2009年12月10日〜2009年12月13日 イオン化粧品シアターBRAVA! 2009年12月18日〜2009年12月19日　中日劇場　演出：宮本亜門）
- ヘンリー六世（2010年3月11日〜2010年4月3日 彩の国さいたま芸術劇場　大ホール　2010年4月10日〜2010年4月17日 梅田芸術劇場　シアター・ドラマシティ　演出：蜷川幸雄）
- LOVE LETTERS （2010年6月21日 PARCO劇場　演出：青井陽治）
- 大人は、かく戦えり（2011年1月6日〜2011年1月30日 新国立劇場　小劇場　2011年2月5日 名鉄ホール　2011年2月11日〜2011年2月15日　梅田芸術劇場シアター・ドラマシティ　演出：マギー）
- 大竹しのぶコンサートツアー2011 あいのうた（2011年3月5日 渋谷区文化総合センター大和田さくらホール）
- スウィーニー・トッド フリート街の悪魔の理髪師（2011年5月14日〜2011年6月5日 青山劇場　2011年6月9日〜2011年6月12日 イオン化粧品シアターBRAVA! 2011年6月18日〜2011年6月19日 ALSOKホール　2011年6月25日 ブリックホール　2011年7月1日〜2011年7月3日　愛知県芸術劇場　大ホール　2011年7月9日〜2011年7月10日　KAAT 神奈川芸術劇場      ホール 演出：宮本亜門）
- 身毒丸（2011年8月26日〜2011年9月6日 天王洲銀河劇場　2011年9月10日〜2011年9月12日　梅田芸術劇場　シアター・ドラマシティ　2011年9月17日〜2011年9月18日　愛知県芸術劇場　大ホール　演出：蜷川幸雄）
- ピアフ（2011年10月13日〜2011年11月6日 シアタークリエ　2011年11月9日 りゅーとぴあ　新潟市民芸術文化会館・劇場　2011年11月11日 富山県民会館　2011年11月20日 北國新聞赤羽ホール　2011年11月26日〜2011年11月27日 森ノ宮ピロティホール　2011年11月29日 中日劇場　演出：栗山民也）
- シンベリン（2012年4月2日〜2012年4月21日 彩の国さいたま芸術劇場　大ホール　2012年4月27日〜2012年4月29日 北九州芸術劇場　大ホール　2012年5月4日〜2012年5月8日 梅田芸術劇場　シアター・ドラマシティ　2012年5月29日〜2012年6月2日 バービカン・シアター　演出：蜷川幸雄）
- 朗読 宮沢賢治が伝えること（2012年 5月22日 世田谷パブリックシアター　演出：栗山民也）
- ふくすけ（2012年8月1日〜2012年9月2日 Bunkamuraシアターコクーン　2012年9月6日〜2012年9月13日 イオン化粧品シアターBRAVA!演出：松尾スズキ）
- 大竹しのぶコンサート2012今夜はひとり舞台?歌だけだと思うなョ!（2012年9月21日 昭和女子大学人見記念講堂）
- 日の浦姫物語（2012年11月10日〜2012年12月2日 Bunkamuraシアターコクーン 2012年12月7日〜2012年12月9日　イズミティ21 大ホール　2012年12月14日〜2012年12月19日 イオン化粧品シアターBRAVA! 演出：蜷川幸雄）
- ピアフ（2013年1月16日〜2013年2月13日 シアタークリエ　2013年2月16日〜2013年2月17日 キャナルシティ劇場　2013年2月22日〜2013年2月24日 森ノ宮ピロティホール演出：栗山民也）
- スウィーニー・トッド  フリート街の悪魔の理髪師（2013年5月5日〜2013年5月6日 KAAT神奈川芸術劇場 ホール 2013年5月10日〜2013年5月12日 イオン化粧品シアターBRAVA! 2013年5月16日〜2013年6月2日　青山劇場　2013年6月8日〜2013年6月9日　愛知県芸術劇場　大ホール　演出：宮本亜門）
- かもめ（2013年 9月4日〜2013年9月28日　Bunkamuraシアターコクーン 2013年10月4日〜2013年10月9日　シアターBRAVA! 演出：ケラリーノ・サンドロヴィッチ）
- My Piaf コンサート2013 （2013年11月4日 東京国際フォーラム　ホールC）
- 太鼓たたいて笛ふいて （2014年1月16日〜2014年2月9日　紀伊國屋サザンシアター　2014年2月15日〜2014年2月16日 名鉄ホール　2014年2月22日〜2014年2月23日 シアターBRAVA! 2014年2月26日　鹿児島市民文化ホール（第一）2014年3月1日　キャナルシティ劇場　演出：栗山民也）
- 抜目のない未亡人（2014年6月28日〜2014年7月31日 新国立劇場　中劇場　演出：三谷幸喜）
- 火のようにさみしい姉がいて（2014年9月6日〜2014年9月30日 Bunkamuraシアターコクーン 2014年10月5日〜2014年10月13日 シアターBRAVA!演出：蜷川幸雄）
- 地獄のオルフェウス（2015年5月7日〜2015年5月31日 Bunkamuraシアターコクーン 2015年6月6日〜2015年6月14日 森ノ宮ピロティホール　演出：フィリップ・ブリーン）
- 大竹しのぶコンサート2015 “ドラマティーク”（2015年11月10日〜2015年11月11日　EX THEATER ROPPONGI 2015年11月25日 森ノ宮ピロティホール）
- 中島みゆき RESPECT LIVE 2015 歌縁 （2015年11月23日 フェスティバルホール　2015年11月29日 中野サンプラザ）
- ピアフ（2016年2月7日〜2016年3月13日　シアタークリエ　2016年3月19日〜2016年3月21日 森ノ宮ピロティホール　2016年3月23日 JMSアステールプラザ　大ホール　2016年3月26日〜2016年3月27日 中日劇場　演出：栗山民也）
- スウィーニー・トッド フリート街の悪魔の理髪師 （2016年4月14日〜2016年5月8日 東京芸術劇場　プレイハウス　2016年5月13日〜2016年5月15日　シアターBRAVA! 2016年5月20日〜2016年5月22日 愛知県芸術劇場　大ホール　演出：宮本亜門）
- 三婆（2016年11月1日〜2016年11月27日 新橋演舞場　演出：齋藤雅文）
- 中島みゆき RESPECT LIVE 2017 歌縁 （2017年1月9日 愛知県芸術劇場　大ホール　2017年1月13日　富山オーバードホール　1月29日 ニトリ文化ホール　2017年2月19日 Bunkamuraオーチャードホール）
- 大竹しのぶ ねちゃダメだよzzz…公開収録（2017年3月5日 ニッポン放送・イマジンスタジオ）
- フェードル（2017年4月8日〜2017年4月30日 Bunkamuraシアターコクーン 2017年5月3日　りゅーとぴあ　新潟市民芸術文化会館・劇場　2017年5月6日〜2017年5月7日 刈谷市総合文化センター　大ホール　2017年5月11日〜2017年5月14日　兵庫県立芸術文化センター　阪急中ホール　演出：栗山民也）
- にんじん（2017年8月1日〜2017年8月27日 新橋演舞場　2017年9月1日〜2017年9月10日 大阪 松竹座　演出：栗山民也）
- アルバム『ち・ち・ち』発売記念、トーク＆ミニライブ＆握手会（2017年11月23日 TOWER RECORDS 渋谷店 8F イベントスペース）
- 欲望という名の電車（2017年12月8日〜2017年12月28日 Bunkamuraシアターコクーン 2018年1月6日〜2018年1月8日 森ノ宮ピロティホール　演出：フィリップ・ブリーン）
- リトル・ナイト・ミュージック（2018年4月8日〜2018年4月30日 日生劇場　2018年5月4日〜2018年5月5日　梅田芸術劇場メインホール　2018年5月12日〜2018年5月13日　静岡市清水文化会館マリナート　大ホール　2018年5月19日〜2018年5月20日 オーバード・ホール　演出：マリア・フリードマン）
- パリ祭（2018年7月8日 NHKホール）
- 出口なし（2018年8月25日〜2018年9月24日 新国立劇場　小劇場　2018年9月27日〜2018年9月30日　サンケイホールブリーゼ　演出：小川絵梨子）
- トークショー『音故知新 ピアフ〜恋に生き、歌に生き』（2018年10月10日 シアタークリエ）
- ピアフ（2018年11月4日〜2018年12月1日 シアタークリエ　2018年12月4日　JMSアステールプラザ　大ホール　2018年12月11日〜2018年12月12日　レクザムホール　小ホール　2018年12月15日〜2018年12月17日　森ノ宮ピロティホール　演出：栗山民也）
- SHINOBU avec PIAF コンサート（2019年1月17日〜2019年1月18日 兵庫県立芸術文化センター　阪急中ホール　2019年1月25日 Bunkamuraオーチャードホール　2019年2月3日　日本特殊陶業市民会館　ビレッジホール）
- LIFE LIFE LIFE 〜人生の3つのヴァージョン〜（2019年4月6日〜2019年4月30日　Bunkamuraシアターコクーン 演出：ケラリーノ・サンドロヴィッチ）
- 三婆（2019年5月31日〜2019年6月27日 大阪　松竹座　2019年7月1日〜2019年7月8日 博多座　演出：齋藤雅文）
- 仁和寺音舞台 -令和の響き-（2019年9月7日 仁和寺）
- 映画『鉄道員（ぽっぽや）』公開記念20周年記念上演会（2019年11月10日 丸の内TOEI(1)）
- LOVE LETTERS （2020年2月12日 PARCO劇場　演出：藤田俊太郎）
- 女の一生（2020年11月2日〜2020年11月26日 新橋演舞場　演出：段田安則）
- フェードル（2021年1月10日〜2021年1月26日 Bunkamuraシアターコクーン 2021年1月30日〜2021年1月31日　金沢市文化ホール　2021年2月6日〜2021年2月7日　刈谷市総合文化センター　大ホール　2021年2月11日〜2021年2月14日　兵庫県立芸術文化センター　阪急中ホール　2021年2月20日〜2021年2月21日 三島市民文化会館・大ホール　演出：栗山民也）→期間限定　公演動画配信あり
- 三谷のツボ　第一回　笑うリーディング　（2021年2月23日 スパイラルホール　演出：三谷幸喜）
- 夜への長い旅路（2021年6月7日〜2021年7月4日 Bunkamuraシアターコクーン　2021年7月9日〜2021年7月18日 京都劇場　演出：フィリップ・ブリーン）
- ザ・ドクター（2021年10月30日〜2021年10月31日　彩の国さいたま芸術劇場　大ホール 2021年11月4日〜2021年11月28日 PARCO劇場　2021年12月2日〜2021年12月5日 兵庫県立芸術文化センター　阪急　中ホール　2021年12月10日〜2021年12月12日 穂の国とよはし芸術劇場PLAT 主ホール 2021年12月18日〜2021年12月19日 まつもと市民芸術館　主ホール　2021年12月25日〜2021年12月26日 北九州芸術劇場　大ホール　演出：栗山民也）
- ピアフ（2022年2月24日〜2022年3月18日　シアタークリエ　2022年3月25日〜2022年3月28日　森ノ宮ピロティホール　2022年4月1日〜2022日4月10日　博多座　演出：栗山民也）
- 福岡音楽祭音恵2022 （2022年5月28日　福岡縣護国神社）
- 葉加瀬太郎音楽祭2022 （2022年6月11日　上賀茂神社）
- れいわのへいわソング2022 番組観覧（2022年7月6日 広島文化学園HBGホール）→2022年8月4日〈中国地方向け〉2022年8月10日〈全国放送〉2022年8月27日〈広島県向け〉NHK 『一本の鉛筆』『時代』を歌唱
- 大竹しのぶのスピーカーズコーナー　公開収録（2022年7月7日 NHK広島放送センタービル1階メディアプラザ）→2022年8月3日、2022年8月10日放送
- ワンマンライブ （2022年9月8日 ビルボードライブ横浜 2022年9月10日 ビルボードライブ大阪）
- 女の一生　（2022年10月18日〜2022年10月23日　新橋演舞場　2022年10月27日〜11月8日 南座　2022年11月18日〜11月30日 博多座　演出：段田安則）
- GYPSY （2023年4月9日〜2023年4月30日 東京芸術劇場 プレイハウス 2023年5月4日〜2023年5月7日 森ノ宮ピロティホール 2023年5月12日〜2023年5月14日 刈谷市総合文化センターアイリス大ホール 2023年5月19日〜2023年5月21日 キャナルシティ劇場 演出：クリストファー・ラスコム）
- ヴィクトリア （2023年6月24日〜2023年6月30日 スパイラルホール 2023年7月5日〜2023年7月6日 兵庫県立芸術文化センター 阪急 中ホール 2023年7月8日〜2023年7月9日 京都芸術劇場 春秋座 2023年7月11日 穂の国とよはし芸術劇場PLAT 主ホール 演出：藤田俊太郎）
- ふるあめりかに袖はぬらさじ（2023年9月2日〜2023年9月26日 新橋演舞場 演出：齋藤雅文）
- SHINOBU OTAKE ANNIVERSARY LIVE TOUR 2024 50th? 51st? Music Night Party（2024年1月20日 ブルーノート東京 2024年1月31日 ビルボードライブ大阪）
- スウィーニー・トッド（2024年3月9日〜2024年3月30日 東京建物 Brillia HALL　2024年4月12日〜2024年4月14日 東京エレクトロンホール宮城 2024年4月19日〜2024年4月21日 ウェスタ川越 大ホール 2024年4月27日〜2024年4月29日 梅田芸術劇場メインホール 演出：宮本亜門）[37]
- 福岡音楽祭音恵2024（2024年5月25日 福岡縣護国神社）
- 映画『インサイドヘッド2』大阪プレミア試写会（2024年7月22日 TOHOシネマズ梅田 本館スクリーン1）
- 太鼓たたいて笛ふいて （2024年11月1日〜2024年11月30日 紀伊國屋サザンシアターTAKASHIMAYA 2024年12月4日〜2024年12月8日 新歌舞伎座 2024年12月14日〜2024年12月15日 キャナルシティ劇場 2024年12月21日〜2024年12月22日 愛知県産業労働センター ウインクあいち 大ホール 2024年12月25日 やまぎん県民ホール 演出：栗山民也）[38]
- 大竹しのぶライブツアー2025（2025年1月21日 ビルボードライブ大阪 2025年2月4日 ブルーノート東京）
- やなぎにツバメは（2025年3月7日〜2025年3月30日 紀伊國屋ホール  2025年4月3日〜2025年4月6日 梅田芸術劇場 シアター・ドラマシティ 演出：寺十吾）
- 新日本フィルハーモニー交響楽団 #662 定期演奏会〈トリフォニーホール・シリーズ〉（2025年4月19日 すみだトリフォニーホール 大ホール 2025年4月20日 サントリーホール）
- 華岡青洲の妻（2025年7月10日〜2025年7月23日 南座 2025年7月26日〜2025年7月27日 久留米シティプラザ ザ・グランドホール 2025年8月1日〜2025年8月17日 新橋演舞場 演出：齋藤雅文）
- リア王（2025年10月9日〜2025年11月3日 THEATER MILANO-Za 2025年11月8日〜11月16日 SkyシアターMBS 演出：フィリップ・ブリーン）[39]
- ピアフ （2026年1月10日〜2026年1月31日 シアタークリエ 2026年2月6日〜2026年2月8日 御園座 2026年2月21日〜2026年2月23日 森ノ宮ピロティホール 演出：栗山民也）

### 配信映像作品
- PRE AFTER CORONA SHOW The Movie（2020年）

### YouTube
- 登紀子の「土の日」ライブ（2022年1月11日）
- LIGHT UP THE WORLD UICC ワールドキャンサーデー2023 Close the care gap（2023年2月4日）

### ABEMA
- 『7.2新しい別の窓』（2022年）

### ニコニコ動画
- ガチの舞台稽古場に突撃生放送！（2014年8月24日）→2014年10月3日に再放送
- 山崎大輝のカクテルNIGHTフィーバー（2024年2月25日）

### 劇場アニメ
- 親子ねずみの不思議な旅（1978年、監督：フレッド・ウォルフ、チャールズ・スウェンソン） - アザラシ 役
- 森は生きている（1980年、監督：矢吹公郎） - アーニャ 役[40]
- シュンマオ物語 タオタオ（1981年、監修：山田洋次、アニメーション監督：島村達雄） - タオタオ 役
- リリが見た優しい虹（1990年、監督：伊藤有一） - リリ 役
- 借りぐらしのアリエッティ（2010年、監督：米林宏昌） - ホミリー 役
- 風立ちぬ（2013年、監督：宮崎駿） - 黒川夫人 役
- メアリと魔女の花（2017年、監督：米林宏昌） - シャーロット 役
- 漁港の肉子ちゃん（2021年、監督：渡辺歩） - 肉子ちゃん 役[41]
- 岬のマヨイガ（2021年、監督：川面真也） - キワさん 役[42]
- 君たちはどう生きるか（2023年、監督：宮崎駿）- あいこ 役[43]

### 吹き替え
- ウエスト・サイド物語（1979年、旧TBS版） - ナタリー・ウッド（マリア役）
- インサイド・ヘッド（2015年、監督：ピート・ドクター） - カナシミ 役
- キャッツ（2020年、監督：トム・フーパー） - オールドデュトロノミー〈ジュディ・デンチ〉 役[44]
- インサイド・ヘッド2（2024年、監督：ケルシー・マン） - カナシミ 役[45]
- 『インサイド・ヘッド』の世界より:ライリーの夢の製作スタジオ（2024年） - カナシミ 役

### その他のテレビ番組（レギュラーや担当番組）
- 24時間テレビ 「愛は地球を救う」（日本テレビ） 1978年8月26日・1978年8月27日 萩本欽一と総合司会担当
- 辰徳スペシャル（日本テレビ） 1981年12月16日 - 1982年1月13日（4回）
- しのぶとえり子のふっふっふ（フジテレビ） 1999年10月7日
- 中居正広の金曜日のスマイルたちへ（TBS） 2001年10月19日 - 2024年12月13日 レギュラー
- しのぶ&まさみSHOW（フジテレビ） 2002年1月4日・2002年10月3日・2002年12月30日→総集編2004年1月1日・2005年1月5日・2005年12月28日
- 上海ルーキーSHOW（フジテレビ） 2005年4月13日 - 2005年9月21日

### NHK紅白歌合戦（NHK総合・ラジオ第1）
- 第26回（1975年12月31日）特別審査員
- 第50回（1999年12月31日）応援ゲスト
- 第62回（2011年12月31日）ゲスト審査員
- 第67回（2016年12月31日）紅組歌手として『愛の讃歌』を歌唱

### うたコン（NHK総合）
- 2016年6月7日『結婚しようよ』『ファイト』を歌唱
- 2016年10月4日『時代』を歌唱
- 2017年2月7日『The Rose』を歌唱
- 2017年6月13日『ばら色の人生』を歌唱
- 2017年10月24日『サン・トワ・マミー』を歌唱
- 2017年11月14日『愛の讃歌』を歌唱
- 2018年10月16日『水に流して』を歌唱
- 2019年10月8日『朝日のあたる家（朝日楼）』を歌唱
- 2020年4月21日 うたコン〈特別編〉-わたしたちには歌がある-
- 2020年12月1日『ありがとうって気づいていてね』を歌唱
- 2021年2月16日『愛にできることはまだあるかい』を歌唱
- 2021年8月31日 うたコン　夏のおさらいスペシャル → 2021年9月7日に再放送
- 2022年2月1日 『愛の讃歌』を歌唱した過去の映像を放送→2022年2月6日再放送
- 2022年3月29日 『愛の讃歌』を歌唱
- 2022年5月31日 『一本の鉛筆』を歌唱→2022年6月6日再放送
- 2023年11月28日 『脱走兵』を歌唱→2023年12月5日再放送

### SONGS（NHK総合）
- 第271回 泉谷しげる 2013年9月14日『黒の舟唄』を歌唱
- 第327回 大竹しのぶ〜愛に生きる女優〜 2015年2月28日『黄昏のビギン』『死んだ男の残したものは』『愛の讃歌』を歌唱
- SONGSスペシャル ディズニースペシャル名曲集　2017年3月25日『ONCE UPON A DREAM』を歌唱
- 第426回 〜中島みゆきトリビュート〜 2017年6月22日『ファイト！』『時代』を歌唱
- 第473回 大竹しのぶ　2018年10月20日『愛の讃歌』『老兵』『愛の讃歌』を歌唱
- 第572回 さだまさし 2021年5月6日 ゲスト出演

### 日本レコード大賞（TBSテレビ・ラジオ）
- 第55回（2013年12月30日）『昭和の歌よ、ありがとう』優秀アルバム賞『黒の舟唄』を歌唱
- 第57回（2015年12月30日）『なかにし礼と12人の女優たち』企画賞『人形の家』を歌唱
- 第60回（2018年12月30日）『SHINOBU avec PIAF』優秀アルバム賞『愛の讃歌』を歌唱

### MUSIC FAIR（フジテレビ）
- 2017年6月10日『夢であいましょう』『愛の讃歌』を歌唱
- 2017年12月2日『願い』を歌唱
- 2020年11月7日『ファイト！』を歌唱
- 2022年1月22日『パリの空の下』『バラ色の人生』『水に流して』を歌唱
- 2022年7月16日 2022 上半期総集編
- 2022年10月22日 名曲カバーセレクション/豪華カバー名演集
- 2023年4月1日 春うた特集
- 2024年2月3日 名曲カバーセレクション

### その他 出演音楽番組
- 1976年4月5日 フジテレビ 夜のヒットスタジオ『みかん』を歌唱
- 1994年5月1日 NHK総合 ときめき夢サウンド『星に願いを』『メロディ・フェア』を歌唱
- 2000年1月29日 日本テレビ THE夜もヒッパレ 『Get Into A Groove』を歌唱
- 2006年2月2日 TBS うたばん『みかん』を歌唱
- 2006年11月19日 フジテレビ 新堂本兄弟『みかん』を歌唱 2010年9月5日『JUMP』を歌唱 2013年1月13日 『ヨイトマケの唄』を歌唱
- 2008年2月22日 フジテレビ 僕らの音楽〜OUR MUSIC〜4

2013年7月26日『涙の温度』を歌唱 2014年9月5日 -僕らの思い出セレクション-
- 2013年7月25日、2013年8月2日 NHK Eテレ「ミュージック•ポートレート」
  - 『乾杯の歌』
  - 『ドナドナ』岸洋子
  - 『もうひとつの雨やどり』さだまさし　　　　　
  - 『Lady』ケニー・ロジャーズ
  - 『愛の讃歌』エディット・ピアフ
  - 『花はどこへ行った』ピーター、ポール&マリー
  - 『花（すべての人の心に花を）』喜納昌吉　　　
  - 『JUMP』忌野清志郎
  - 『たしかなこと』小田和正
  - 『この素晴らしき世界』ルイ・アームストロングを紹介
- 2013年8月3日・2013年9月21日（前編）『毎日がブランニューデイ』『オーダーメイド』を歌唱 BS朝日「小倉智昭•住吉美紀の音楽夜話〜ミュージック•ヤワー〜」

2013年8月10日・2013年9月28日（後編）『満月の夕』『化粧』を歌唱
- 2014年10月21日 『黄昏のビギン』を歌唱 2015年2月10日 『面影平野』を歌唱→2015年4月15日再放送 2015年7月21日『かもめはかもめ』を歌唱 NHK総合「歌謡コンサート」
- 2015年4月6日 NHK BSプレミアム The Covers『この空を飛べたら』『夜へ急ぐ人』『満月の夕』を歌唱 2015年9月21日 上半期名曲選 2016年1月4日 新春傑作選
- 2015年5月31日 テレビ朝日 題名のない音楽会『バラ色の人生』『群衆』『愛の讃歌』『水に流して』を歌唱
- 2015年11月27日 フジテレビ Love music
- 2015年11月29日 フジテレビ「今年もきました！FNS歌謡祭直前スペシャル」
- 2015年12月3日 フジテレビ FNS歌謡祭『黄昏のビギン』を歌唱
- 2015年12月31日 J：COM TV コンサート2015「ドラマティーク」
- 2016年1月17日、2016年4月3日、2016年8月21日、2020年9月5日、2022年1月8日、2024年7月7日 NHK BSプレミアム 2022年4月16日 NHK総合「中島みゆき名曲集〜豪華トリビュートライブ&貴重映像〜」『化粧』を歌唱
- 2017年4月2日、2017年4月8日 BSスカパー「中島みゆきリスペクトライブ2017歌縁」放送直前SP〜トーク&ライブ
- 2017年4月9日、2017年5月1日、2017年8月31日、2018年2月11日、2018年5月13日、2019年1月20日 ファミリー劇場「中島みゆきリスペクトライブ2017歌縁」富山&松本公演『ファイト!』『歌姫』『化粧』を歌唱
- 2017年4月16日、2017年5月2日、2017年9月1日、2018年2月11日、2018年5月20日、2019年1月27日 ファミリー劇場「中島みゆきリスペクトライブ2017歌縁」東京公演『ファイト!』『歌姫』を歌唱
- 2017年7月15日『愛の讃歌』を歌唱 2018年7月14日『The Rose』『キライナヒト』を歌唱TBS音楽の日
- 2017年12月18日 NHK総合 「第3回明石家紅白」『キライナヒト』を歌唱
- 2019年3月2日、2019年4月13日 NHK BSプレミアム 「SHINOBU avec PIAF」コンサート→2020年3月2日 NHK BS4K 再放送
- 2019年8月17日 NHK総合・ラジオ第1 第51回思い出のメロディー『ヨイトマケの唄』を歌唱→2019年8月25日 NHK BSプレミアム 再放送
- 2019年11月3日　TBS「仁和寺音舞台」『願い』を歌唱
- 2020年2月16日、2023年8月5日 BSフジ「輝き続けるキヨシロー」『約束』を歌唱
- 2020年4月14日「上を向いて〜SING FOR HOPE」プロジェクト
- 2022年11月12日 NHK総合「生中継スペシャル！ニッポン「今」つないでみたら〜秋うらら2022〜」『旅人のうた』を歌唱→2023年2月23日

NHK総合「四季のうた ニッポン「今」つないでみたら ライブセレクション」 再放送

### ラジオドラマ
- 「海鳴り」（1978年10月14日、NHK-FM） - 第33回芸術祭賞ドラマ部門優秀賞[46]
- 宮崎駿の雑想ノート　第2話「高射砲塔」（1995年11月19日・1995年11月26日、ニッポン放送）
- FMシアター 「薔薇のある家」（2010年7月31日 NHK-FM） - 第48回ギャラクシー賞優秀賞、第65回芸術祭賞優秀賞[47]「四季を知る」（2014年7月12日 NHK-FM）

### ラジオ
- ありがとう浜村淳です（MBSラジオ）2008年9月30日、2010年8月31日、2012年10月15日、2017年8月31日、2019年5月14日
- 大竹しのぶのオールナイトニッポンGOLD（ニッポン放送） 2009年12月11日、2009年12月18日、2011年1月13日 - 2013年9月26日、2015年1月30日、2017年11月10日
- 爆笑問題の日曜サンデー（TBSラジオ）2010年9月5日、2019年3月10日
- ラジオ・チャリティー・ミュージックソン（ニッポン放送） 2012年12月24日・25日 メインパーソナリティ、2014年12月24日、2015年12月24日　ゲスト出演
- GROWING REED（J-WAVE）テーマ：女優・大竹しのぶ解体　2013年6月23日
- 上柳昌彦 ごごばん!（ニッポン放送）2013年10月3日
- 大竹しのぶ ねちゃダメだよ、ZZZ（ニッポン放送） 2013年10月6日 - 2017年6月25日
- 高田文夫のラジオビバリー昼ズ（ニッポン放送）2013年12月18日、2014年12月26日、2016年4月14日、2016年10月11日、2020年10月26日、2022年8月31日、2025年4月22日
- 大沢悠里のゆうゆうワイド（TBSラジオ）2014年1月8日
- 由紀さおり 笑顔のなかで（TBSラジオ）2014年1月12日
- THE NAKAJIMA HIROTO SHOW 802 RADIO MASTERS（FM802）2014年10月9日
- おとといラジオ（FM COCOLO）2014年10月21日
- 大谷ノブ彦 キキマス!（ニッポン放送）2014年10月22日
- 垣花正 あなたとハッピー！（ニッポン放送）2014年10月27日〜2014年10月31日、2015年10月9日、2016年4月13日、2017年2月20日〜2017年2月24日、2018年10月15日〜2018年10月19日、2019年1月21日
- AFTERNOON DELIGHT（FM COCOLO）2014年10月27日
- Z-POP STREET（ZIP-FM）2014年12月1日〜2014年12月25日 月曜日 - 木曜日　4週連続
- 上柳昌彦・山瀬まみ ごごばん！フライデースペシャル（ニッポン放送）2014年12月26日
- 今夜もオトパラ!（ニッポン放送）2014年12月26日
- SATURDAY AFTERNOON DELIGHT（FM COCOLO）2014年12月27日
- 泉谷しげる がんばっど宮崎『水平線の花火と音楽』ライブスペシャル（ニッポン放送）2015年1月1日
- NOEVIR Color of Life（TOKYO FM）2015年1月10日、17日、24日、31日　4週連続
- ゴールデンボンバー鬼龍院翔のオールナイトニッポン（ニッポン放送）2015年1月19日
- 宮藤官九郎のオールナイトニッポンGOLD（ニッポン放送）2015年2月24日
- back numberのオールナイトニッポン（ニッポン放送）2015年2月24日
- マイあさラジオ　私のお気に入り「篠井英介のシアターへの招待」（NHK第1）2015年5月10日[48]
- AFTERNOON DELIGHT （FM COCOLO）2015年12月7日
- NHKジャーナル　ピアフを歌う（NHKラジオ第1）2016年1月5日[49]
- オールナイトニッポンMUSIC10〜森山良子（ニッポン放送）2016年4月11日
- 上柳昌彦 あさぼらけ（ニッポン放送）2016年8月22日〜2016年8月26日、2019年2月4日〜2019年2月8日、2023年9月5日
- 笑福亭鶴瓶 日曜日のそれ（ニッポン放送）2016年8月28日
- 伊集院光とらじおと（TBSラジオ）2017年3月21日、2021年11月2日
- J-WAVE TOKYO MORNING RADIO（J-WAVE）2017年11月29日
- 安住紳一郎の日曜天国（TBSラジオ）2018年8月19日、2023年3月12日、2025年6月22日
- 真夏の夜の偉人たち　しのぶとピアフ（NHK-FM）2018年8月22日[50]
- 大竹しのぶの音楽夜話（NHKラジオ第1） 2018年9月24日[51]
- 土屋礼央 レオなるど（ニッポン放送）2018年10月10日
- 慶元まさ美のハッピー・モーニング（ラジオ大阪）2018年10月15日
- 小島一宏 モーニングッド!（東海ラジオ）2018年10月15日
- GOOD NEIGHBORS（J-WAVE）2019年1月21日
- 三昧フェス2019　今日は一日“RADWIMPS”三昧（NHK-FM）2019年8月13日[52]
- ラジオ深夜便 ママ☆深夜便（NHK第1）2019年11月28日（29日未明）[53]
  - ラジオ深夜便 深夜便アーカイブス　ママ☆深夜便（NHK-FM）2021年2月23日[54]
- 大竹しのぶのスピーカーズコーナー（NHK第1）2020年2月11日、4月29日、6月13日、7月24日、8月11日、9月21日、2020年11月21日 - 2021年3月13日、2021年3月31日 - [55]
- 坂本美雨のディアフレンズ（TOKYO FM）2020年10月20日[56]
- コシノジュンコ MASACA（TBSラジオ）2020年11月1日、11月8日
- 佐渡裕の音楽酒場マエストロ（NHK第1）2021年2月11日[57] /（NHK-FM）2月12日[58]
- Sky presents 中村七之助のラジのすけ（ABCラジオ）2021年4月25日、2021年5月1日、2021年5月8日
- TOKYO SPEAKEASY （TOKYO FM）2021年9月24日、2025年2月4日
- CULTURE RADIO via TOKYO （ZIP-FM）2021年9月25日
- 大竹まこと ゴールデンラジオ（文化放送）2021年11月2日
- Shining Star （TOKYO FM）2021年11月7日、2021年11月14日
- こんちわコンちゃんお昼ですょ!（MBSラジオ）2021年12月1日、2022年3月24日、2023年7月4日
- Wonder Garden（FM COCOLO）2021年12月1日
- 徳光和夫 とくモリ!歌謡サタデー（ニッポン放送）2022年3月5日、2023年9月2日
- THE MAGNIFICENT FRIDAY （FM COCOLO）2022年3月18日、2023年4月28日、2023年6月30日
- CIAO765 （FM COCOLO）2022年6月22日、2025年5月28日
- ラジオ深夜便　深夜便ぶんか部（NHK第1）2022年9月27日[59]
- M's Groove （FM COCOLO）2023年7月4日
- 生島ヒロシのおはよう一直線（TBSラジオ）2023年12月22日、2023年12月29日
- タカアンドトシのお時間いただきます（NHK第1）2024年1月17日
- 原爆の日ラジオ特集「母の願い 未来へつなぐタクト〜指揮者・山下一史のヒロシマ〜」（NHK第1）2024年8月6日
- PRIME STYLE FRIDAY（FM COCOLO）2024年8月9日
- ヤマヒロのぴかッとモーニング（MBSラジオ）2024年9月12日
- ラジオ100年プロジェクト 100人インタビュー（NHK 第1）2024年9月23日
- SATURDAY MAGNIFICENT CAMP（FM COCOLO）2024年10月5日
- てるのりのワルノリ（文化放送）2024年10月19日
- くにまる食堂（文化放送）2024年10月21日、2025年6月19日
- ウエンツ瑛士×甲斐翔真の妄想ミュージカル研究所（NHK-FM）2025年1月27日 ミュージカル『屋根の上のバイオリン弾き』より「サンライズ・サンセット」ミュージカル『ジーザス・クライスト・スーパースター』より「私はイエスがわからない」歌唱
- コトノハ（MBSラジオ）2025年6月23日

### CM
- ニッスイ
- 電気通信共済会（現テルウェル東日本）
- 大阪ガス
- ナリス化粧品
- ホンダ
- Nestle
- トヨタ自動車
- 電電公社（現NTT）
- サントリー『缶ビール』
- 第一三共ヘルスケア『ルル』
- 日本郵政グループ
- NTTドコモ『FOMA・らくらくホン』[60]
- 富士通『FOMA・らくらくホン』『らくらくパソコン』『らくらくスマートフォン』[60]
- 森永製菓『ミルクココア・カカオ2倍』[60]
- マスターカード[60]
- エーザイ 『ナボリン』[60]
- 資生堂『アクアレーベル』[60]
- 大和ハウス工業[60]
- ACジャパン『今、わたしにできること・呼びかけ』篇[60]
- ヤマサ『昆布つゆ・白だし』[60]
- 高橋酒造
- 花王『ディープクリーン』[60]
- KIRIN『「しあわせ一番町 春の休日 小麦のうまみ篇」キリン一番搾り「小麦のうまみ」』
- マクドナルド『夜マック　ポテナゲ』
- アルマード　『高濃度卵殻膜エキス配合美容液　チェルラーブリリオ』
- ソフトバンク『Y!mobile「らくらくスマートフォン」』

### その他 出演番組など
- ほっかいどう7：30 7：30発北帰行 火の山への旅〜大竹しのぶ 伊達・洞爺〜（NHK総合 1978年9月21日）
- 徹子の部屋（テレビ朝日 1978年10月9日、1981年9月8日、1987年1月26日、1990年12月11日、2001年3月1日、2009年11月10日、2015年1月19日、2016年1月29日、2017年3月3日、2018年3月21日、2018年8月27日、2020年12月21日、2021年4月13日、2022年1月28日、2023年9月6日、2025年6月23日）
- 名倉ジャズダンススタジオ CAN'T STOP DANCIN'（第1回公演 1979年10月 ABC会館ホール、第25回公演 2024年10月24日 新国立劇場 中劇場）
- 森田一義アワー 笑っていいとも!（フジテレビ 1983年7月4日、1985年4月2日、1993年5月11日、1997年12月10日、1998年11月23日、2001年10月15日、2003年2月20日、2006年5月25日、2007年11月13日、2012年3月9日）
- たけしのここだけの話（関西テレビ 1990年9月16日）
- とんねるずのみなさんのおかげです（フジテレビ 1996年9月12日）
- SMAP×SMAP（関西テレビ 1998年10月19日、2005年2月21日、2010年8月16日、2015年8月3日、2015年10月19日）
- 情熱大陸（MBS 2000年3月19日、2016年8月7日）
- 「いま裸にしたい男たち」－DA PUMP～ワッターヌ ウムイ－（NHKデジタル衛星ハイビジョン 2002年9月17日）
- 鶴瓶の家族に乾杯（NHK総合 2003年2月22日 茨城県 山方町（現：常陸大宮市）、2015年2月23日・2015年3月2日 宮城県 亘理町、2021年3月15日 鶴瓶の家族に乾杯 2021 特別編〜宮城県スペシャル〜）
- とんねるずのみなさんのおかげでした（フジテレビ 2003年7月17日、2005年1月13日、2006年9月28日、2010年9月2日、2011年8月18日、2013年10月31日）
- Goro's Bar（TBS 2005年1月1日 新春スペシャル、2006年2月9日）
- ぴったんこカン・カン（TBS 2006年2月14日、2007年3月27日、2013年3月8日、2014年9月12日、2015年1月23日、2016年10月21日、2017年4月7日、2018年3月30日）
- 『私一人』発売記念イベント（有隣堂アトレ恵比寿店　2006年1月25日）
- はなまるマーケット（TBS 2007年4月20日、2008年12月5日、2010年9月3日、2012年9月4日、2014年1月6日）
- FNS27時間テレビ!! みんな笑顔のひょうきん夢列島!!（フジテレビ 2008年7月26日）
- おしゃれイズム （日本テレビ　2008年9月14日、2017年12月10日）
- EXH〜EXILE HOUSE〜（TBS 2009年5月10日、2009年5月17日、2009年10月4日→総集編）
- しゃべくり007（日本テレビ 2009年6月22日、2011年8月15日、2016年8月22日、2024年10月28日）
- A-Studio（TBS 2010年3月19日）A-Studio+（TBS 2023年3月31日、2024年8月16日）
- あさイチ（NHK 2010年4月23日、2014年10月31日、2023年4月7日）
- ヒューマンドキュメント 大竹しのぶ 50歳からの私（NHK総合 2010年5月5日、2010年5月15日再放送）
- 『借りぐらしのアリエッティ』完成披露試写会（2010年7月1日 東京国際フォーラム　ホールC）
- 『借りぐらしのアリエッティ』初日舞台挨拶（2010年7月17日 TOHOシネマズ　スカラ座）
- 『オカンの嫁入り』完成披露試写会（2010年7月28日 TOKYO FMホール）
- 『オカンの嫁入り』初日舞台挨拶（2010年9月4日 角川シネマ　新宿）
- 心ゆさぶれ!先輩ROCK YOU（日本テレビ 2010年9月11日）
- 課外授業ようこそ先輩（NHK総合 2010年9月12日）
- 『オカンの嫁入り』凱旋舞台挨拶（2010年9月16日 角川シネマ　新宿）
- ハイビジョン特集 千変万化 大竹しのぶ（NHK総合 2010年9月24日）
- 『ヌードの夜愛は惜しみなく奪う』完成披露試写会（2010年9月28日 渋谷シアター　TSUTAYA X）
- 東京国際映画祭『一枚のハガキ』（2010年10月27日 TOHOシネマズ　六本木ヒルズ）
- 『信さん 炭坑町のセレナーデ』完成披露試写会（2010年10月28日 スペースFS汐留）
- こまつ座公演 トークゲスト 井上ひさしさんへの手紙（2010年11月21日　紀伊國屋サザンシアター）
- ネプリーグ （フジテレビ 2010年12月6日、2015年10月26日）
- スタジオパークからこんにちは（NHK総合 2011年3月3日、2013年10月31日）
- 坂崎幸之助と吉田拓郎のオールナイトニッポンGOLD公開生放送（2011年4月18日 ニッポン放送・イマジンスタジオ）
- 小曽根真プロデュース『井上ひさしに捧ぐ』（2011年5月11日 Bunkamuraオーチャードホール）
- 『一枚のハガキ』プレミア試写会（2011年7月13日 有楽町朝日ホール）
- ボクらの時代（フジテレビ　2011年10月2日 大竹しのぶ×梅沢昌代×キムラ緑子　2013年3月31日　市村正親×大竹しのぶ×宮本亜門　2015年8月23日 キムラ緑子×大竹しのぶ×渡辺えり　2022年5月29日 野口五郎×大竹しのぶ×岩崎宏美 2024年2月11日 大竹しのぶ×中村七之助×渡辺えり 2025年8月3日 高橋優×大竹しのぶ×大倉忠義）
- EXILE魂（TBS 2011年10月30日）
- おはよう日本（NHK総合 2012年5月8日、2014年1月22日、2016年11月2日、2021年11月10日）
- 『つやのよる』完成披露試写会（2013年1月8日 新宿バルト9）
- 『三宅伸治 presents 第4回感謝の日』（2013年4月2日 下北沢GARDEN）
- とくダネ!（フジテレビ 2013年4月25日）
- 『旅立ちの島唄〜十五の春〜』ナビ（RBC琉球放送 2013年4月28日）
- 講談社「山田洋次名作映画DVDマガジン 9号」（2013年4月30日発売）
- プレミアムステージ 2012年4月公演作品 舞台『シンベリン』、2014年7月上演作品 舞台『抜目のない未亡人』、舞台『太鼓たたいて笛ふいて』（NHK BSプレミアム 2013年5月5日、2014年10月5日・2016年10月2日再放送、2016年6月6日）
- 中央公論新社「婦人公論」（2013年5月7日、2014年6月7日、2015年2月24日、2016年1月4日、2016年8月23日、2018年2月13日、2019年3月26日発売）
- アゲるテレビ（フジテレビ 2013年5月8日）
- 『旅立ちの島唄〜十五の春〜』東京プレミア試写会（2013年5月8日 スペースFS汐留）
- VS嵐（フジテレビ 2013年5月9日）
- 読売新聞 夕刊「すてきライフ」（2013年5月14日）
- 『シルクロード物語』第3話「ガンダーラ 仏像の誕生」（BSフジ 2013年6月22日）
- うたの日コンサート2013in嘉手納（2013年6月29日 沖縄県嘉手納町兼久海浜公演特設会場）
- 『旅立ちの島唄〜十五の春〜』舞台挨拶（2013年6月30日 桜坂劇場）
- みんな子どもだった（BS-TBS 2013年7月7日、2013年7月14日、2013年7月21日、2013年7月28日）
- マガジンハウス「クロワッサンプレミアム 」（2013年7月20日発売）
- 宝島社「TSUMORI CHISATO 2013-14 AUTUMN＆WINTER」（2013年8月3日）
- 宝島社「リンネル」（2013年8月20日発売）
- マガジンハウス「an・an 1870号、1937号」2013年8月28日、2015年1月7日発売）
- 主婦と生活者「暮らしのおへそ Vol.16」（2013年8月30日発売）
- ペケ×ポン（フジテレビ 2013年10月4日）
- 邦画を彩った女優たち〜“清貧”と“魔性”の間〜（NHK BSプレミアム 2013年10月19日）
- 『女たちの都〜ワッゲンオッゲン〜』公開初日舞台挨拶（2013年10月26日 シネスイッチ銀座）
- 『十八世 中村勘三郎 一周忌メモリアルイベント』（2013年10月27日 築地本願寺特設野外ステージ）
- グッド!モーニング（テレビ朝日 2013年10月28日、2017年3月20日、2023年6月23日）
- V.I.P.-RADWIMPS- （スペースシャワーTV 2013年12月21日）
- さんま&SMAP美女と野獣のクリスマススペシャル（日本テレビ 2013年12月24日）
- 『昭和の歌よ、ありがとう』One Night Premiere LIVE（2013年12月30日 東京国際フォーラム　ホールC）
- ぐるぐるナインティナイン（日本テレビ 2014年1月2日）
- モーニングバード!（テレビ朝日 2014年1月10日）
- ZIP!（日本テレビ 2014年1月16日、2015年3月26日、2016年8月2日）
- MORE（2014年2月27日発売）
- 三宅伸治 presents 第5回感謝の日（2014年4月2日 SHIBUYA-AX）
- 美空ひばり没後25年「歌に生き歌に死ぬ」愛と悲しみの女王伝説 （TBS 2014年5月28日）
- 集英社「kotoba 夏号」（2014年6月6日発売）
- 世界文化社「GOLD」（2014年6月7日発売）
- バイキング （フジテレビ 2014年6月20日）
- ザ・インタビュー （BS朝日 2014年6月21日）
- 朝日新聞出版「AERA」（2014年6月30日発売）
- 宝島社「大人のおしゃれ手帖」（2014年7月7日発売）
- ヒトカド｡（BSフジ 2014年7月20日）
- サンデー毎日「艶もたけなわ」（2014年9月2日発売）
- 光文社「MAMA MARIA vol.2」（2014年10月8日発売）
- 水平線の花火と音楽5（2014年10月19日 サンマリーナ宮崎多目的芝広場）
- 十一月新派特別公演 夜の部：16:30〜『京舞』（2014年11月6日 新橋演舞場）
- 大河ドラマ『元禄繚乱』DVD（2014年11月14日発売）
- 舞台『火のようにさみしい姉がいて』（WOWOWライブ 2014年12月13日、2016年7月14日）
- news every.（日本テレビ 2014年12月23日）
- 夕刊フジ（産経新聞社 2014年12月24日）
- あさチャン（TBS 2014年12月25日）
- 文藝春秋「週刊文春」（2014年12月25日、2016年8月3日、2022年4月14日、2023年6月15日発売）
- マガジンハウス「クロワッサン No.892」（2014年12月25日発売）
- 鶴瓶の!愛しき型破り列伝（TBS 2014年12月26日）
- 草間彌生 わたしの富士山 -浮世絵版画への挑戦-（NHK BSプレミアム 2015年1月1日・2015年2月8日再放送）
- BSコンシェルジュ（NHK 2015年1月9日）
- 『満月の夕』〜震災で紡がれた歌の20年〜（NHK 2015年1月17日）
- 『悼む人』完成披露舞台挨拶（2015年1月26日 丸の内TOEI①）
- スッキリ!! （日本テレビ 2015年1月27日、2015年3月26日、2016年8月2日、2017年11月7日、2022年2月24日）
- PON!（日本テレビ 2015年1月27日、2015年3月26日、2015年4月30日）
- gift「DRESS 3月号」（2015年1月31日発売）
- NHK Eテレシアター『抜目のない未亡人』（NHK Eテレ 2015年2月1日）
- 水トク!「極楽加藤のお節介な旅」（TBS 2015年2月4日）
- 堺でございます（BSフジ 2015年2月7日、2015年2月14日）
- 「いきいき」（2015年2月10日発売）
- 『悼む人』初日舞台挨拶（2015年2月14日 丸の内TOEI①）
- 1億人の大質問!?笑ってコラえて!（日本テレビ 2015年2月18日、2016年8月24日、2017年8月2日）
- 私たちはこんな難病と闘っています2015 涙と感動・・・10年の記録 （TBS 2015年4月1日）
- 主婦の友社「ゆうゆう」（2015年5月1日、2016年2月1日、2017年2月1日、2017年12月29日、2019年12月28日、2020年12月28日、2021年11月1日、2023年3月1日、2024年2月1日、2025年1月31日発売）
- モーニングデスク「シアターガイド」6月号（2015年5月2日発売）
- サワコの朝（TBS 2015年5月2日、2019年12月28日）
- 都市出版「東京人」（2015年5月3日発売）
- 写真集「海街diary」（2015年5月22日発売）
- おはようコールABC（朝日放送 2015年6月4日）
- 「明日へ -支えあおう-」（NHK総合 2015年7月12日）
- 『インサイド・ヘッド』大ヒット記念トークイベント（2015年7月28日　TOHOシネマズ　日本橋 スクリーン9）
- 「メイキング・オブ・ギャラクシー街道」（日本映画専門チャンネル 2015年10月11日）
- TBSもさんまも60歳伝説のドラマ&バラエティ全部見せます!夢共演も大連発（TBS 2015年10月12日）
- NHK出版「朝ドラの55年 全93作品完全保存版」（2015年10月17日発売）
- 「『ギャラクシー街道』公開記念！スター千一夜2015」（フジテレビ 2015年10月19日）
- ハースト婦人画報社「ハーパーズ バザー」（2015年10月20日発売）
- 『ギャラクシー街道』初日舞台挨拶「生中継」（2015年10月24日）
- 今夜も生でさだまさし（NHK総合 2015年10月24日）
- 巷の噺（テレビ東京 2015年10月27日）
- ウワサの食卓（フジテレビ 2015年11月3日）
- ノンストップ!（フジテレビ 2015年11月5日、2016年2月9日、2016年8月2日、2017年1月10日、2018年10月16日、2023年6月19日）
- ETV特集「それはホロコーストの‘リハーサル’だった〜障害者虐殺70年目の真実〜」シリーズ「アメリカと被爆者 第2回 「“赤い背中”が残したもの」「ナガサキの痕跡と共に生きて〜188枚の『令和原爆の絵』〜」（NHK Eテレ 2015年11月7日、NHK総合 2016年1月30日、NHK Eテレ 2018年8月11日、NHK Eテレ 2022年8月13日）
- 疾走する蜷川幸雄80歳〜生きる覚悟〜 （TBS 2016年1月2日）
- 超人気番組が一挙集結!夢の祭典!番組対抗!★ドッキリアワード2016（TBS 2016年1月3日）
- ニュースシブ5時 エンタメコーナー「シブ5時芸能部」（NHK総合 2016年1月8日）
- 昭和偉人伝（BS朝日 2016年1月13日 乙羽信子 2018年3月14日 なかにし礼）
- ザ・プロファイラー（NHK BSプレミアム 2016年2月10日）
- 松尾スズキアワー 恋は、アナタのおそば（NHK総合 2016年3月30日、2016年3月31日）
- 映画『ギャラクシー街道』Blu-ray＆DVD（2016年5月3日発売）
- クローズアップ現代+ほとばしる魂の叫び〜秘録・蜷川幸雄〜 （NHK総合 2016年5月30日）
- 『オーケストラ・アンサンブル金沢ファンタスティック・オーケストラコンサート第4回』（2016年6月12日　石川県立音楽堂　コンサートホール）
- 情報ライブ ミヤネ屋（読売テレビ 2016年7月5日、2019年5月30日）
- 『後妻行の女』完成披露試写会（2016年7月5日 TOHOシネマズ梅田）
- CINEMA SQUARE （2016年7月12日発売）
- 映画『後妻業の女』公開記念ナビ特番（WOWOW 2016年8月1日〈ストーリー編〉2016年8月2日〈メイキング編〉）
- 『後妻行の女』東京完成披露試写会（2016年8月1日 イイノホール）
- PHPスペシャル（2016年8月9日発売）
- 月刊文藝春秋（2016年8月10日発売）
- 日刊ゲンダイ インタビュー連載①〜⑤（2016年8月15日、2016年8月16日、2016年8月17日、2016年8月18日、2016年8月19日）
- 美スト（2016年8月17日発売）
- ピクトアップ（2016年8月18日発売）
- ぐらんざ（2016年8月19日発売）
- mom（2016年8月20日発売）
- 毎日新聞「（わたしの幸せ）」（2016年8月21日）
- 林先生が驚く 初耳学（MBS 2016年8月21日）
- 週刊朝日（2016年8月23日、2020年10月13日発売）
- 週刊女性（2016年8月23日発売）
- ニッポンのぞき見太郎（関西テレビ 2016年8月23日）
- ケアライブトゥデイ（2016年8月24日発売）
- ザ!世界仰天ニュース（日本テレビ 2016年8月24日）
- 女性セブン（2016年8月25日発売）
- おはよう朝日です（朝日放送 2016年8月25日）
- よ〜いドン!（関西テレビ 2016年8月25日、2023年5月3日、2025年5月28日）
- ちちんぷいぷい（MBS 2016年8月25日）
- ニュースリアル（テレビ大阪 2016年8月25日）
- 関西情報ネットten（読売テレビ 2016年8月25日）
- 朝日新聞 夕刊 （2016年8月26日）
- スポーツ報知 Lady Life Love （2016年8月26日）
- 桃色つるべ（関西テレビ 2016年8月26日）
- 『後妻行の女』初日舞台挨拶（2016年8月27日 TOHOシネマズ日劇）
- 女性自身（2016年8月30日発売）
- 火曜サプライズ（日本テレビ 2016年8月30日、2018年3月27日）
- 月刊厚生労働（2016年9月1日発売）
- 婦人画報（2016年9月1日発売）
- シューイチ（日本テレビ 2016年9月4日）
- 行列のできる法律相談所（日本テレビ 2016年9月4日、2018年3月18日、2021年8月22日）
- 希望と太陽のロックフェス2016（2016年9月11日 宮崎市青島「こどものくに」海隣特設ステージ）
- 映画『真田十勇士』初日舞台挨拶 ①9:35回の上映後 ②13:15の上映前（2016年9月22日 丸の内ピカデリー）
- 『埼玉いのちの電話チャリティコンサート長谷川きよし心震える時』（2016年10月8日 大宮ソニックシティ　大ホール）
- メレンゲの気持ち（日本テレビ 2016年10月22日）
- 中居正広のミになる図書館（テレビ朝日 2016年10月25日）
- 羽鳥慎一モーニングショー（テレビ朝日 2016年10月27日）
- 『ジュスカ・グランペールコンサート』（2016年12月2日 早稲田スコットホール）
- はくがぁる（テレビ朝日 2016年12月10日）
- 『歌い、継ぐ』〜永六輔さん追悼コンサート〜（2017年1月22日 KAAT神奈川芸術劇場）
- 『新日本フィルハーモニー交響楽団第568回定期演奏会』（2017年1月26日 サントリーホール）
- ファミリーヒストリー（NHK総合 2017年1月26日、2017年9月27日→新シリーズ再開スペシャル）
- 『鯨よ！私の手に乗れ』アフタートーク（2017年1月30日 シアタートラム）
- 嵐にしやがれ（日本テレビ 2017年2月4日）
- 第40回 日本アカデミー賞 授賞式（日本テレビ 2017年3月3日）
- 私の職レポ（フジテレビ 2017年4月2日）
- プレバト!!（MBS 2017年6月29日）
- 関口宏の東京フレンドパーク2017 7月ドラマ大集合SP!!（TBS 2017年7月3日）
- 『メアリと魔女の花』初日舞台挨拶（2017年7月8日 TOHOシネマズ日比谷　スクリーン12）
- 人生最高レストラン（TBS 2017年7月8日、2025年7月26日）
- ごごナマ（NHK総合 2017年7日11日、2018年10月10日）
- 櫻井•有吉THE夜会（TBS 2017年7月27日、2018年3月1日）
- 『水戸復活祭』（2017年10月1日　VOICE）
- 父を捜して〜日系オランダ人 終わらない戦争〜（NHK BS1 2017年10月8日）
- 中居正広の金曜日のスマイルたちへ番組放送17年目突入特別版として、大竹しのぶの還暦祝パーティーの模様をテレビで初公開!（TBS 2017年10月20日）
- 『表に出ろいっ！』イヤホンガイド（2017年10月29日・10月31日 プレビュー公演　2017年11月1日〜11月19日 東京芸術劇場　シアターイースト　演出：野田秀樹）
- TOKIOカケル（フジテレビ 2017年11月1日）
- KinKi Kidsのブンブブーン（フジテレビ 2017年11月19日）
- 美人百花 （2017年12月12日、2021年10月12日発売）
- 中村屋ファミリー 「勘九郎 父との約束&4歳と6歳の猛稽古 泣いて笑って300日 」「父が遺した約束…硫黄島の奇跡」（フジテレビ 2017年12月22日、2024年12月20日）
- 座•中村屋（フジテレビ 2018年1月4日）
- 『ブルーリボン賞授賞式 』司会（2018年2月8日 イイノホール）
- 一周回って知らない話（日本テレビ 2018年3月21日）
- 『Tokyo2001/10/21 22:32~22:41』（2018年6月13日 13時30分〜15時20分 ラフォーレ原宿、2018年6月15日 11時20分〜13時10分 シダックスカルチャーホール）
- SWITCHインタビュー達人達（たち）（NHK Eテレ 2018年11月3日）
- めざましどようび（フジテレビ 2019年4月6日）
- ミッドナイトドキュメンタリー「信じる男 信じられた男〜新宿歌舞伎町•駆け込み寺〜」（NHK総合 2019年5月13日）
- おしゃべりアラモード~森山良子と清水ミチコとプラスワン~（WOWOW 2019年9月1日、2019年9月8日、2019年9月15日、2019年9月22日）
- 目撃!にっぽん初めて語る“あの日”〜大槌町職員と遺族の震災8年半〜（NHK総合 2019年9月8日）
- 『ジュスカ・グランペール20thアニバーサリーライブ『MORE』』（2019年10月3日 ヤマハ銀座スタジオ）
- 中村雅俊のしゃべらナイト♪（BSフジ 2019年10月19日、2020年6月27日再放送）
- おやすみ日本 眠いいね!（NHK総合 2019年10月19日）
- 『影踏み』プレミア先行上映会（2019年10月31日 テアトル新宿）
- ミラクルトラベル 熱狂の1964東京へ（NHK総合 2019年11月4日）
- 誰も知らない明石家さんま（日本テレビ 2019年12月1日）
- 素敵なあの人 （2019年12月16日発売）
- HERS（2020年1月11日発売）
- 「Disney+」フレンズ•オブ•ディズニースペシャルトーク「Disney +（ディズニープラス）」サービス開始記念オンラインイベント「バースデー•ウォッチ•パーティー」特別動画:フレンズ•オブ•ディズニースペシャルトーク♯3「戸田恵子、大竹しのぶ、高橋茂雄、志尊淳」編（2020年6月14日）
- 劇場の灯を消すな！Bunkamuraシアターコクーン編 松尾スズキプレゼンツ アクリル演劇祭（2020年7月5日、WOWOWライブ）
- BS1スペシャル「レバノンからのSOS〜コロナ禍追いつめられるシリア難民〜」「果てなき殲滅戦〜日本本土 上陸作戦に迫る〜」（NHK BS1 2020年7月12日、2020年8月15日）
- 大人計画 怒涛の7カ月大特集 舞台『蛇よ!」（WOWOWライブ 2020年9月25日）
- COCOON MOVIE!! 初日舞台挨拶 『女教師は二度抱かれた』上映（2020年10月6日 Bunkamuraシアターコクーン）
- NHKスペシャル「世界は私たちを忘れた〜追いつめられるシリア難民〜」（NHK総合 2020年10月24日）
- Oggi （2020年12月28日発売）
- いまこそ、シェイクスピア（NHK総合 2021年3月31日）
- STAGE navi （2021年5月27日発売）
- with（2021年5月28日発売）
- BEST STAGE （2021年7月1日発売）
- 劇場アニメ映画『漁港の肉子ちゃん』17:35の回 上映後 舞台挨拶（2021年7月7日 TOHOシネマズ日本橋）
- 突然ですが占ってもいいですか?（フジテレビ 2021年9月1日、2025年2月24日）
- 平野レミの早わざレシピ!（NHK総合 2021年9月23日）
- +act.（2021年10月12日発売）
- グッド!モーニングショー（テレビ朝日 2021年11月9日）
- 朝生ワイドす•またん!（読売テレビ 2021年12月2日）
- アナザーストーリーズ 運命の分岐点（NHK BSプレミアム 2021年12月7日）
- 家事ヤロウ!!!冬の超簡単お鍋3時間SP（テレビ朝日 2021年12月28日）
- はじめまして!一番遠い親戚さん（日本テレビ 2022年1月2日）
- バケット（日本テレビ 2022年2月21日）
- ひるまえ直送便（NHK総合 2022年7月7日）
- 逃走中〜大みそかSP お台場大決戦！〜（フジテレビ 2022年12月31日）
- ワルイコあつまれ（NHK Eテレ 2023年1月7日）
- モモコのOH!ソレ!み〜よ!   超豪華㊙︎映像（関西テレビ 2023年1月7日、2023年1月14日、2025年3月29日）
- シアターコクーンと申します〜33年の歩み 休館、そしてこれから〜（BS松竹東急 2023年4月1日）
- アカデミーナイトG（TBS 2023年4月4日）
- よんタメ（MBS 2023年5月23日）
- ニュースLIVE!ゆう5時（NHK総合 2023年6月21日）
- THE TIME,（TBS 2023年8月9日）
- 大竹しのぶのスピーカーズコーナー 公開収録（NHK札幌放送局 T-1スタジオ 2023年12月9日）→2023年12月13日、2023年12月20日放送
- 179Q 公開収録（NHK札幌放送局 8K公開スタジオ 2023年12月10日）→2024年1月12日【第7回】〈NHK北海道〉
- 週刊さんまとマツコ年末特大号（TBS 2023年12月14日、2023年12月17日 ゴールデン未公開スペシャル）
- ニノさん（日本テレビ 2023年12月17日、2024年2月25日 名場面上映会）
- 家、ついて行ってイイですか? （テレビ東京 2024年1月4日 新春4時間SP、2024年1月28日）
- ピーチケパーチケ（関西テレビ 2024年2月7日 ・2024年2月10日再放送、2024年2月21日・2024年2月24日再放送、2024年3月13日・2024年3月16日再放送、2024年4月3日・2024年4月6日再放送）
- ピーチケプラス（関西テレビ 2024年2月11日、2024年3月17日、2024年3月31日）
- だから、私は平野レミ（NHK総合 2024年2月12日、2024年7月13日、2024年12月28日）
- 全力!脱力タイムズ（フジテレビ 2024年2月16日）
- オハ!よ〜いどん （NHK Eテレ 2024年7月8日 朝の会「流しそうめん」2024年7月9日 朝の会「犬のおもちゃ」2024年7月10日 朝の会「新体操」）
- 大竹しのぶ&キムラ緑子Talk&Live〜楽しいよ、きっと うららうらら〜（2024年7月21日 洲本市文化体育館 文化ホール しばえもん座）
- めざましテレビ（フジテレビ 2024年8月13日 ）
- 大竹しのぶ アコースティック・コンサート（八ヶ岳高原音楽堂 2024年8月17日、2025年4月26日〜2025年4月27日）
- よんチャンTV（MBS 2024年9月12日 、2025年5月28日）
- 60代、暮らしが整う。わたしが変わる（別冊エッセ）（2024年9月24日発売）
- 喫茶しのぶ（日本テレビ 2024年9月28日 、2025年1月18日、2025年3月29日）
- ぽかぽか（フジテレビ 2024年10月22日 、2025年6月16日）
- ぐるっと関西 おひるまえ（NHK総合 2024年10月28日 ）
- 東京国際映画祭『あゝ野麦峠』4Kデジタルリマスター版トークショー（2024年11月4日 角川シネマ有楽町）
- 演出家・鶴橋康夫 -映像の魔術師と呼ばれた男-（日本映画専門チャンネル 2024年11月20日 2024年11月28日再放送、2024年12月9日再放送  ）
- さんま御殿（日本テレビ 2024年12月24日）
- 天然素材NHKシーズン3旅人よ我にかえれ（NHK総合 2025年2月10日）
- Daiwa House presents billboard classics festival 2025（2025年2月12日 すみだトリフォニーホール 大ホール）
- 午後LIVE ニュースーン 午後5時台「トークシュン」（NHK総合 2025年2月20日）
- ハートフル「虫の知らせ」＃47（BSフジ 2025年3月10日）
- “傷み”とともに〜西田敏行 知られざる故郷の物語〜（NHK総合 2025年3月11日）
- 徹子の部屋50年目深掘りSP第1弾 名優&スター編（テレビ朝日 2025年5月7日）
- LIVE TOUR 2025 〜NAGASAKI SPECIAL〜（2025年5月25日 スタジアムシティホテル長崎14F ライブレストラン「THE CLUB NAGASAKI」）
- 旬感LIVEとれたてっ!（関西テレビ  2025年6月16日）
- ヒルナンデス!（日本テレビ 2025年7月3日）

## 著書または連載、DVD
- 『闇の光』1993年　写真集
- 『digi+KISHIN DVD 大竹しのぶ』2003年
- 『この人に会うと元気になれる』（集英社）2003年 12人の「特別な人たち」との、涙あり、笑いありの超感激対談集！
- 『私一人』（幻冬舎）2006年 自叙伝
- 連載「大竹しのぶ　まあいいか」（朝日新聞）2013年4月5日-
- 『まあいいか』（朝日新聞出版）2015年 新聞連載エッセイ
- 『40代からの「私」の生き方』（ポプラ社）2016年　輝き続ける先輩女性23人のインタビュー集
- 『わたし、還暦？まあいいか2』（朝日新聞出版） 2017年 新聞連載エッセイ
- 連載「朝ドラのころ」（サンケイスポーツ）2020年3月1日より、全5回
- 『母との食卓〜まあいいか3』（幻冬舎）2021年　新聞連載エッセイ
- 『わたしたちが27歳だったころ』（講談社）2022年　悩んで、迷って、「わたし」になった25人からのエール
- 『ヒビノカテ まあいいか4』（幻冬舎）2024年 新聞連載エッセイ

## ディスコグラフィ

### シングル
| #                    | 発売日          | A/B面    | タイトル               | 作詞         | 作曲         | 編曲              | 規格品番   |
| ビクター             | ビクター        | ビクター | ビクター               | ビクター     | ビクター     | ビクター          | ビクター   |
| -------------------- | --------------- | -------- | ---------------------- | ------------ | ------------ | ----------------- | ---------- |
| 1                    | 1976年 4月5日   | A面      | みかん                 | 阿久悠       | 大野克夫     | 細野晴臣 萩田光雄 | SV-1288    |
| 1                    | 1976年 4月5日   | B面      | 音楽                   | 阿久悠       | 大野克夫     | 細野晴臣 萩田光雄 | SV-1288    |
| 2                    | 1976年 7月1日   | A面      | 握手                   | 阿久悠       | 大野克夫     | 高田弘            | SV-6030    |
| 2                    | 1976年 7月1日   | B面      | 瀬戸内海               | 阿久悠       | 井上忠夫     | 吉川忠夫          | SV-6030    |
| 3                    | 1978年 5月25日  | A面      | 電話帳パラパラ         | 荒木とよひさ | 馬飼野康二   | 馬飼野康二        | SV-6420    |
| 3                    | 1978年 5月25日  | B面      | あなたは遠過ぎる       | 阿久悠       | 大野克夫     | 針寸ジョージ      | SV-6420    |
| 4                    | 1978年 12月20日 | A面      | 道                     | 石井ふく子   | 徳久広司     | 福井峻            | SV-6533    |
| 4                    | 1978年 12月20日 | B面      | 童話の終り             | 山川啓介     | 徳久広司     | 福井峻            | SV-6533    |
| キャニオン・レコード |                 |          |                        |              |              |                   |            |
| 5                    | 1987年 2月5日   | A面      | こころくん・こころさん | つかこうへい | 南こうせつ   | 小林信吾          | 6G-0088    |
| 6                    | 1987年 8月5日   | [ 注 2 ] | かまっておんど         | つかこうへい | 中村弘明     | 小林信吾          | 4G-0094    |
| ビクター             |                 |          |                        |              |              |                   |            |
| 7                    | 1992年 5月21日  | 01       | しゃかりきパラダイス   | 谷穂ちろる   | 森田公一     | 矢野立美          | VIDL-96    |
| 7                    | 1992年 5月21日  | 02       | ねえ、どうして         | 福田三月子   | 徳光英和     | 矢野立美          | VIDL-96    |
| 東芝EMI              |                 |          |                        |              |              |                   |            |
| 8                    | 1992年 7月29日  | 01       | 明日の風に吹かれよう   | 鮎川めぐみ   | くさかべまき | 福田裕彦          | TODT-2883  |
| 8                    | 1992年 7月29日  | 02       | Water Mirror           | 鮎川めぐみ   | 上田真理     | 福田裕彦          | TODT-2883  |
| BMGビクター          |                 |          |                        |              |              |                   |            |
| 9                    | 1993年 10月21日 | 01       | 白いヴェール           | 松本隆       | J.S.バッハ   | 長生淳            | BVDF-1     |
| 9                    | 1993年 10月21日 | 02       | 夢のあと               | 松本隆       | G.Fauré      | 長生淳            | BVDF-1     |
| ビクター             |                 |          |                        |              |              |                   |            |
| 10                   | 2013年 6月12日  | 01       | しあわせ語らひ人       | 阿木燿子     | 平井夏美     | 山川恵津子        | VICL-36805 |
| 10                   | 2013年 6月12日  | 02       | （CM Ver.）            | 阿木燿子     | 平井夏美     | 小野澤篤          | VICL-36805 |
| 11                   | 2017年 6月21日  | 01       | 愛の讃歌               | 松永祐子     | M.Monnot     | 坂本昌之          | VICL-37270 |
| 11                   | 2017年 6月21日  | 02       | The Rose               | 渡辺えり     | A.McBroom    | 坂本昌之          | VICL-37270 |

#### デュエット・シングル
| 発売日          | デュエット   | 曲順     | タイトル                     | 作詞              | 作曲     | 編曲     | 規格品番   |
| ビクター        | ビクター     | ビクター | ビクター                     | ビクター          | ビクター | ビクター | ビクター   |
| --------------- | ------------ | -------- | ---------------------------- | ----------------- | -------- | -------- | ---------- |
| 1977年 8月10日  | 中村勘九郎   | A面      | 愛の朝                       | 岩谷時子          | 山本直純 | 青木望   | SV-6260    |
| 1977年 8月10日  | 中村勘九郎   | B面      | リンデンバウムの唄           | 岩谷時子          | 山本直純 | 山本直純 | SV-6260    |
| キングレコード  |              |          |                              |                   |          |          |            |
| 2014年 10月22日 | 山崎まさよし | 01       | 黄昏のビギン                 | 永六輔            | 中村八大 | 佐藤準   | WTCM-1014  |
| 日本クラウン    |              |          |                              |                   |          |          |            |
| 2020年 11月4日  | 海蔵亮太     | 01       | ありがとうって気づいていてね | 萩原和樹 西田恵美 | 萩原和樹 | 家原正樹 | CRCP-10452 |

### アルバム
- 『白鳥を見たことがありますか』（1976年7月1日）
- 『クマのプーさんとクリストファー・ロビンの歌』（1981年）
- 『天国への階段』（1994年）
- 『SEAN』（1996年）
- 『SIOBHAN』（1997年）
- 『Compassion』（2001年）
- 『あいのうた-フランチェスカ!-』（2009年）
- 『ゴールデン☆ベスト』（2013年6月26日）
- 『昭和の歌よ、ありがとう』歌唱曲『黒の舟唄』 （2013年8月7日）
- 『歌心 恋心』   （2014年12月24日）
- 『なかにし礼と12人の女優たち』歌唱曲『人形の家』（2015年1月21日）
- 『なかにし礼と13人の女優たち』歌唱曲『商売やめた』（2016年9月28日）
- 『歌縁』   歌唱曲  『歌姫』（2016年11月16日）
- 『ち・ち・ち』（2017年11月22日）
- 『SHINOBU avec PIAF』（2018年10月10日）
- 『都はるみを好きになった人〜tribute to    HARUMI MIYAKO〜』歌唱曲『千年の古都』（2020年2月22日）

### タイアップ曲
| 年     | 楽曲                   | タイアップ                                    |
| ------ | ---------------------- | --------------------------------------------- |
| 1977年 | 愛の朝                 | 音楽劇「若きハイデルベルク」愛のテーマ        |
| 1977年 | リンデンバウムの唄     | 音楽劇「若きハイデルベルク」主題歌            |
| 1978年 | 電話帳パラパラ         | 電電公社・CMソング                            |
| 1978年 | 道                     | TBS系テレビドラマ「道」主題歌                 |
| 1987年 | こころくん・こころさん | フジテレビ系「ひらけ!ポンキッキ」挿入歌       |
| 1987年 | かまっておんど         | フジテレビ系「ひらけ!ポンキッキ」挿入歌       |
| 1992年 | しゃかりきパラダイス   | NHK教育テレビアニメ「チロリン村物語」OPテーマ |
| 1992年 | ねえ、どうして         | NHK教育テレビアニメ「チロリン村物語」EDテーマ |
| 2013年 | しあわせ語らひ人       | 高橋酒造「しろ」CMソング                      |

### その他
- 「雪のわすれもの」NHK『みんなのうた』初回放送月　1977年2月 - 1977年3月
- アニメ『チロリン村物語』1992年4月6日 - 1993年3月19日 主題歌 OP『しゃかりきパラダイス』　ED『ねえ、どうして』。同アニメオリジナルサウンドトラックに収録
- 「ONCE UPON A DREAM〜いつか夢で〜」2014年7月2日 映画ウォルト・ディズニー・ピクチャーズ『マレフィセント』日本語吹き替え版主題歌。同映画オリジナルサウンドトラックに収録
- 大竹しのぶ & ナタデココ「涙のプリンセス」2017年12月20日発売の三宅伸治のトリビュート・アルバム『ソングライター』に収録

## 受賞歴

### 映画
- 1975年度
  - 第18回ブルーリボン賞 新人賞（『青春の門』）
  - 第49回キネマ旬報ベスト・テン 助演女優賞（『青春の門』）

- 1977年度
  - 第1回日本アカデミー賞 優秀助演女優賞（『男はつらいよ 寅次郎頑張れ』『季節風』『青春の門 自立篇』）

- 1978年度
  - 第3回報知映画賞 助演女優賞（『事件』『聖職の碑』）
  - 第52回キネマ旬報ベスト・テン 助演女優賞（『事件』『聖職の碑』）
  - 第2回日本アカデミー賞
    - 最優秀主演女優賞（『事件』）
    - 最優秀助演女優賞（『事件』『聖職の碑』）

- 1979年度
  - 第3回日本アカデミー賞 優秀主演女優賞（『あゝ野麦峠』）

- 1984年度
  - 第8回日本アカデミー賞 優秀助演女優賞（『麻雀放浪記』）

- 1986年度
  - 第29回ブルーリボン賞 助演女優賞（『波光きらめく果て』）
  - 第10回日本アカデミー賞 優秀助演女優賞（『波光きらめく果て』）[61]

- 1987年度
  - 第47回報知映画賞 主演女優賞（『永遠の1/2』）

- 1992年度
  - 第66回キネマ旬報ベスト・テン 主演女優賞（『死んでもいい』『復活の朝』『夜逃げ屋本舗』）
  - 第47回毎日映画コンクール 田中絹代賞
  - 第16回日本アカデミー賞 優秀主演女優賞（『死んでもいい』『復活の朝』『夜逃げ屋本舗』）

- 1998年度
  - 第11回日刊スポーツ映画大賞・石原裕次郎賞 主演女優賞（『学校III』）
  - 第22回日本アカデミー賞 優秀主演女優賞（『学校III』）[62]

- 1999年度
  - 第21回ヨコハマ映画祭 主演女優賞（『黒い家』）
  - 第54回毎日映画コンクール 女優主演賞（『黒い家』『鉄道員』『生きたい』）
  - 第23回日本アカデミー賞
    - 優秀主演女優賞（『黒い家』）
    - 最優秀主演女優賞（『鉄道員』）

- 2001年度
  - 第25回日本アカデミー賞 優秀助演女優賞（『GO』）

- 2003年度
  - 第27回日本アカデミー賞 優秀主演女優賞（『阿修羅のごとく』）[63]
  - 第25回モスクワ国際映画祭 最優秀女優賞（『ふくろう』）

- 2011年度
  - 第21回日本映画批評家大賞 主演女優賞（『一枚のハガキ』）[64]

- 2016年度
  - 第59回ブルーリボン賞 主演女優賞（『後妻業の女』）[65]
  - 第40回日本アカデミー賞 優秀主演女優賞（『後妻業の女』）[66]

### その他
- 1976年 エランドール賞 新人賞
- 1978年 芸術選奨文部大臣賞 新人賞
- 1980年 ギャラクシー賞 演技賞
- 1991年 第17回放送文化基金賞テレビドラマ部門特別賞
- 2003年 紀伊國屋演劇賞 個人賞
- 2003年 読売演劇大賞 最優秀女優賞
- 2003年 朝日舞台芸術賞
- 2004年 芸術選奨文部科学大臣賞
- 2005年 日本ジュエリーベストドレッサー賞40代部門
- 2007年 菊田一夫演劇賞
- 2010年 松尾芸能賞 演劇優秀賞
- 2011年 第70回ザテレビジョンドラマアカデミー賞 助演女優賞（『それでも、生きてゆく』）[67][68]
- 2011年 読売演劇大賞 優秀女優賞
- 2011年 紫綬褒章[69]
- 2012年 読売演劇大賞 最優秀女優賞
- 2013年 読売演劇大賞 優秀女優賞
- 2017年 紀伊國屋演劇賞 個人賞
- 2019年 第44回菊田一夫演劇賞 大賞[70]
- 2023年 第65回毎日芸術賞
- 2024年 第13回岩谷時子賞[71]

## 演じた女優
- 池脇千鶴『Jimmy〜アホみたいなホンマの話〜』（2018年 Netflix） - 大竹しのぶ 役[72]
- 剛力彩芽 「誰も知らない明石家さんま」『さんまのいちばん長い日』（2018年 日本テレビ） - 大竹しのぶ 役